# Хоян
Хоян (в'єт. Hội An, вимоваⓘ) — місто провінційного підпорядкування в провінції Куангнам у центральному В'єтнамі. Населення — понад 120 тис. осіб, переважно в'єти, є невелика китайська громада. Площа — 60 км². 1999 року старе місто Хояну, що відноситься до XV—XIX століть, було внесено до списку об'єктів всесвітньої спадщини ЮНЕСКО як зразок добре збереженого торгового порту Південно-Східної Азії. Його планування та численні стародавні будівлі відображають місцевий та іноземний вплив на архітектуру та побут доколоніального В'єтнаму.
Хоян відбиває сплав культури корінних народів (чамів і в'єтів) з іноземними культурами (спочатку китайської та японської, пізніше — європейської). Через велику кількість прогулянкових і рибальських човнів, різних катерів, плавучих ресторанчиків, що переміщуються річкою та каналами, історичний центр Хояну часто називають «в'єтнамською Венецією». Місто є відправною точкою для екскурсій, що прямують у розташовані поруч чамські комплекси Мішон та Донґзионґ.

## Етимологія
У давнину місто називалося Ламапфо (Lam Ap Pho або «місто Лін'ї»). На Заході й у Китаї місто історично було відоме як Файфо та Хайпу відповідно (фр. Faifo; кит. спр. 海埔, 懷霍, 會安市, піньїнь: Hăipŭ, Hŭaihùo, Hùiānshì, акад. Хайпу, Хуайхо, Хуеяньші). Це слово вийшло від в'єтнамського Hội An phố («місто Хоян»), яке пізніше скоротилося до Hoi pho та Faifo. 1954 року Файфо було назад перейменовано в Хоян (Hội An, 會安), що перекладається як «місце спокійних зустрічей».

## Історія

### Проісторичні часи
У давнину землі сучасного Хояну входили під вплив культури Сахюїнь. До археологічних реліквій останнього періоду культури Сахюїнь (200 рік до н. е. — 200 рік н. е.) відносяться похоронні глеки, знаряддя, кам'яні прикраси, кераміка, скляні та металеві вироби. Усіх їх було знайдено в околицях районів Камха, Тханьха, Камфо та Камтхань. Люди культури Сахюїнь вели торгівлю з Китаєм, центральним та південним В'єтнамом, про що свідчать знайдені китайські мідні монети та залізні предмети, що відносяться до Донґшонської культури та культури Бапному. Археологічні розкопки в селі Байонґ показали, що Чамські острови, розташовані поряд із Хояном, були заселені понад 3000 років тому.

### Чамська доба
У перші століття нашої ери культуру Сахюїнь змінили нахожі австронезійці-чами, що посіли узбережжя центрального В'єтнаму. Хоян, відомий тоді як Ламапфо, був найбільшим містом царства Лін'ї, столиця якого, Сімхапура, розташовувалася на місці сучасного містечка Чакієу (на півдорозі між сучасним Хояном і Мішоном). IV століття правлячі кола Лін'ї зазнали індійського культурного впливу та прийняли індуїзм. Ламапфо був найбільшим портом чамських земель, котрий брав участь у жвавій міжнародній торгівлі та служив важливим перевантажним пунктом на торговому шляху між південним Китаєм у східній Індії.
Розквіту Хояна сприяла близькість Мішону — головного релігійного (шиваїтського) осередку країни чамів. Влада періодично переходила від однієї приморської області в іншу, але незмінним залишався статус Мішону, розташованого в долині річки Тхубон. Тут проводилися найважливіші царські церемонії, що сприяло релігійному та культурному зближенню розрізненого населення Чампи, появі спільних цінностей та суспільної інтеграції мешканців відділених долин.
За другої половини IX століття столицею Чампи стало місто Індрапура, де було збудовано величний комплекс Донґзионґ (руїни міста та храмового міста розташовані на території сучасного повіту Тханґбінь, на південь від Хояну). Скориставшись відносною стабільністю IX—X століть, чамські царі включили свої порти до морського Великого шовкового шляху та розбагатіли на посередницькій торгівлі. Тоді ж процвітала морська торгівля між імперією Тан й Аббасидським халіфатом, а порти Чампи славилися тим, що справно постачали прісною водою, харчем і спорядженням торгові судна, що заходили до них. Китайські ченці побудували X століття в Хояні храм, присвячений богині Амітабгі (його відвідували китайські купці і матроси, що заходили в порт). Одна частина чамських мореплавців перевозила товари між Китаєм та Індією (шовк, прянощі, порцеляну, слонову кістку, золото, каламбак та алое), інша частина промишляла піратством у Південнокитайському морі.

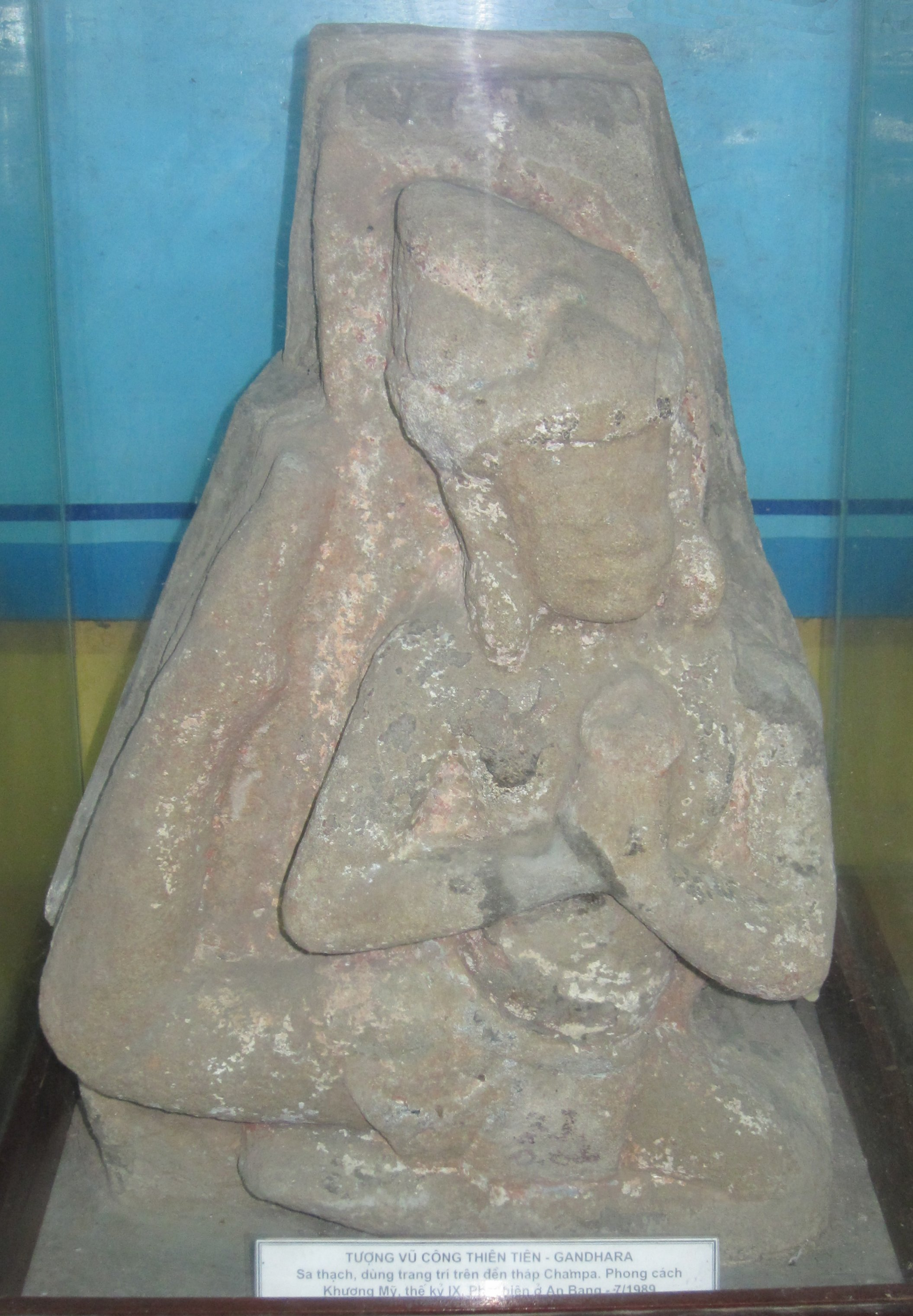
Постать Ґандгари ІХ століття. Хоянський музей історії та культури

До порту Ламапфо заходили китайські, арабські та перські судна, тут торгували шовком, перлами, панцирами черепах та цінними сортами деревини. Серед знайдених у Хояні артефактів чамської доби — підмур'я будівель, колодязі, залишки храму в селі Камтхань, кам'яні постаті, зокрема танцюючого Ґандгари і бога удачі Кубери, а також глиняний посуд та кераміка з Китаю та Близького Сходу, квіти тощо. З Ламапфо товари прямували до столиці Індрапуру, а паломники — до Мішона.
За часів династії Мін (XIV—XV століття) Чампа входила до найважливіших торгових партнерів Китаю. Згідно з китайськими джерелами, через високі податки порти Чампи мали не надто хорошу славу серед купців і капітанів судів. Усі кораблі, що заходили до Хояну, повинні були вивантажитися в порту. Усі вантажі окремі чиновники записували на пергаменті, після чого вилучали п'яту частину на користь царської казни. Більшість товарів, якими торгували в портах Чампи, була іноземного походження і не призначалася для внутрішнього ринку. Чами були швидше мореплавцями та посередниками, ніж купцями.
Китайські купці, які прибували до Чампи при погожому вітрі, потім два місяці були змушені чекати, поки мусон почне дмухати у зворотний бік. Це сприяло тому, що в чамських портах з'являлися особливі квартали, в котрих жили китайські купці і моряки, будувалися контори китайських гільдій і земляцтв, китайські склади, двори, житлові будинки і храми. У X—XV століттях найбільшим перевантажним пунктом Чампи був Хоян. В очікуванні хорошої погоди та ходових вітрів у цьому порту постійно знаходилося багато іноземних моряків та торговців, деякі з яких одружилися з місцевими жінками. Згодом тоннаж суден ставав більшим, а гирло річки Тхубон заносило піском, і поступово морська торгівля перебазувалася в сусідній Дананґ.
1402 року під загрозою масованого вторгнення чамський цар поступився в'єтам північну частину нинішньої провінції Куангнам. Однак в'єти не зупинилися на досягнутому, вони направили потік переселенців у південну частину Куанґнаму, а також загарбали північну частину провінції Куанґнґай. На чолі місцевого населення в'єти ставили чамських князів, що перейшли на бік переможців, а незадоволених чамських селян утихомирювали податковими послабленнями та роздачею землі. Лише чергова китайська обсада Дайв'єту (1407—1427) ненадовго призупинила просування в'єтів на південь. Заселення та асиміляція чамських земель були настільки масштабними та успішними, що коли 1433 року чами виступили у похід на Дайв'єт, більшість жителів Куанґнаму боролися вже на боці в'єтського імператора.

### Дайв'єтська доба
Відповідно до сімейних літописів, XV століття Хоян та навколишні землі заселили вихідці з Тханьхоа, Нгеану і Хатіню, у тому числі й члени кланів Чан, Нґуєн, Хуїнь та Ле. В'єти змішувалися з чамами і займалися переважно заливним рисівництвом і риболовлею. Згодом стали з'являтися ремісничі села та квартали, що спеціалізувалися на окремих виробах. Деякі з цих селищ збереглися досі, наприклад, село різьбярів по дереву Кімбонґ або село гончарів Тханьха.

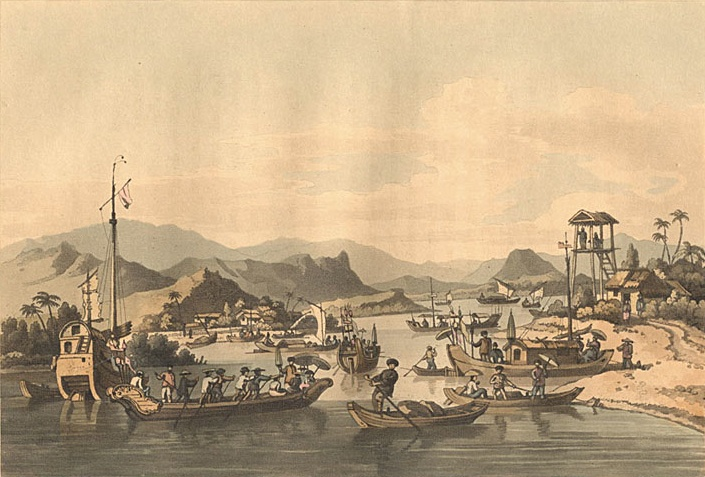
Файфо наприкінці XVIII ст. Автор — Джон Барроу

У XV—XVIII століттях Хоян був ожвавленим морським портом династій Ле і Нґуєн, сюди часто заходили китайські, японські, малайські, індійські, а також португальські та нідерландські купці. 1535 року у Файфо з Дананґу прибув перший європеєць — португальський капітан Антоніо де Фаріа, який шукав місце для нової колонії на кшталт Макао або Ґоа. Після нього іспанські та португальські францисканці та домініканці намагалися влаштуватися в Хояні, але так і не змогли закріпитися у місті надовго.
Наприкінці XVI століття один із нґуєнських князів, Нґуєн Хоанґ, став незалежним правителем центрального В'єтнаму і суттєво розширив порт Хояну. Нґуєни були відкриті для зовнішніх зв'язків, аніж їхні суперники Чині, вони вели наснажену торгівлю з Китаєм, Японією та португальцями. Нґуєни потребували сучасну зброю, яку їм постачали португальці, й у відповідь дозволили тим 1615 року заснувати у Файфо єзуїтську місію. 1617 року Файфо як довірена особа сьоґуна Токуґави відвідував англієць Вільям Адамс. У 1624 і 1640 роках у Файфо побував французький єзуїт Александр де Род, який розробив писемність куокнґи на основі латинського алфавіту. Однак Нґуєни вважали його місіонерську діяльність небезпечною та вигнали з країни.
Поступово Хоян перетворився на один із найбільших портів Східної Азії, тут склалися процвітаючі квартали китайських та японських торговців. Через Хоян ішли товари з Європи та Індії до Китаю та Японії. Унаслідок дослідження потонулих кораблів було виявлено в'єтнамську й іншу азійську кераміку, яку перевозили з Хояну до Єгипту. Процвітанню Хояну сприяла і зовнішньоторговельна політика імперії Мін. Китай заборонив прямий експорт деяких товарів до Японії, через що японські купці періодів Адзуті-Момояма та раннього Едо (до початку другої третини XVII століття) були змушені обходити цю заборону та купувати китайські товари в Хояні.

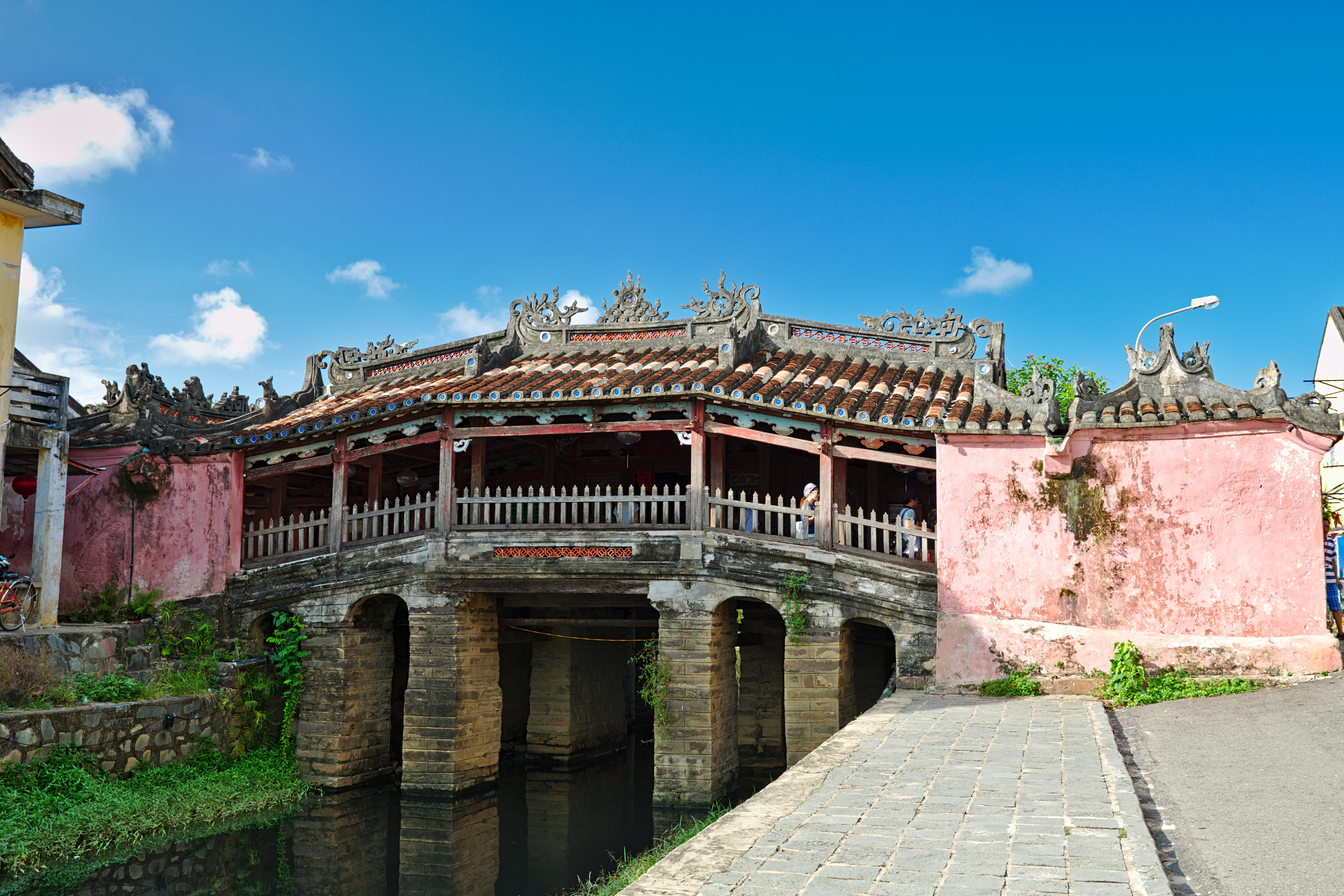
Японський міст

Присутність іноземних купців у Хояні (Файфо) була настільки значною, що вже до кінця XVI — початку XVII століття у місті існували китайська та японська факторії. Їх поділяв канал, через який японці 1593 року перекинули критий міст (пізніше споруда, що отримала назву «Японський міст», неодноразово відновлювали представники китайської громади). Кожна факторія мала свого керуючого, який представляв інтереси громади перед в'єтською владою, і свої збори внутрішніх правил.
Згідно з описом китайського буддійського ченця Ши Дашаня, який відвідав Хоян навесні 1695 року по дорозі до двору Нґуєнів у Хюе, місто було ожвавленим порт, куди з'їжджалися купці з усієї Азії. Головна торгова вулиця довжиною близько чотирьох лі (сучасні вулиці Чанфу і Нґуєнзуйх'єу) йшла вздовж річки Тхубон і була забудована обіруч будинками, в котрих мешкали вихідці з Південного Китаю — фуцзяньці, ґуандунці (кантонці), чаочжоусці і хайнаньці. Вулиця закінчувалася біля Японського мосту, за яким розкинувся район Камфо. На іншому березі пришвартовувалися іноземні кораблі, з котрих всілякі товари вивантажувалися на пристань.
Окрім китайців та японців, у другій половині XVII — першій половині XVIII століття частими гостями у Файфо були нідерландці, французи, іспанці і португальці, деякі з котрих також мали у місті невеликі факторії. Водночас із європейськими торговцями у Файфо діяли і католицькі місіонери з різних чернечих орденів.
На початку 1770-х років спалахнуло повстання тайшонів, спрямоване проти Нґуєнів. Незабаром Чині розбили ослаблених Нґуєнів і захопили Хюе, проте 1786 року самі були розбиті тайшонами. Після встановлення влади династії Тайшон сусідній Дананґ отримав торговельні привілеї. Разом із замулюванням гирла річки Тхубон піднесення Дананґу завдало сильного удару по процвітанню Хояну. 1787 року було підписано Версальський договір, за яким французи обіцяли відновити владу правителя Нґуєн Фук Аня, а натомість отримували порт Хоян і ряд привілеїв. Утім договір не було здійснено через революцію, що спалахнула у Франції. 1802 року армія Нґуєн Фук Аня за підтримки французьких радників та інструкторів остаточно розбила тайшонів, а його самого було короновано у Хюе як перший імператор династії Нґуєн.
В подяку за військову допомогу новий імператор, який взяв собі ім'я Нґуен Тхе, надав французам виняткові торгові преференції в порту Дананґу. З початку ХІХ століття Хоян переживав час економічного застою. Проте скорочення доходів місцевих торговців багато в чому дозволило зберегти незайману історичну забудову. Через відсутність ресурсів купці не перебудовували старі дерев'яні будинки і дуже рідко застосовували при реконструкції сучасні матеріали.

### Дайнамська доба
За Дайнамських часів (1802—1945) династія Нґуєн активно розвивала свою столицю Хюе та головний порт Дананґ, а сусідній Хоян перебував у тіні цих ростучих міст. Проте китайські торговці продовжували відвідувати Хоян, де продавали свої товари чи обмінювали їх у місцеві ремісничі вироби. Під час сезону тайфунів (з серпня по жовтень) китайські купці та моряки тривалий час затримувалися у місті, зав'язуючи стосунки з місцевим населенням. Деякі китайці одружилися з місцевими жінками і засновували в Хояні торгові компанії. Головні торгові вулиці Чанфу, Нґуєнзуйх'єу та Нґуєнтхайхок рясніли китайськими крамницями, складами привізних товарів та експортно-імпортними конторами.
1884 року французи отримали контроль над Аннамом й усім В'єтнамом, які в 1887—1954 роках входили до складу Французького Індокитаю. У колоніальний період Хоян став одним із центрів націоналістичного руху провінції Куангнам, 1927 року в місті було засновано Асоціацію молодих в'єтнамських революціонерів. 1940 року, згідно з угодою з режимом Віші, В'єтнам перейшов під контроль Японії, яка господарювала в країні до Серпневої революції 1945 року. Жителі Хояну та навколишніх сіл брали активну участь у революції, за що 22 серпня 1998 року місто отримало почесне звання «Героя народних збройних сил».

### Сьогочасність
Після закінчення Другої світової війни посилилося протистояння між націоналістами з В'єтміню та французькими колоніальними силами, апогеєм якого стала битва при Д'єнб'єнфу 1954 року. Перемога В'єтміня призвела до розколу країни на Північний і Південний В'єтнам, а демілітаризована зона між ними розташовувалась на північ від Хояну. Під час В'єтнамської війни (1959—1975) неподалік Хояну відбувалися великі озброєні зіткнення (наприклад, битва за Хюе в січні — березні 1968 року і битва за Кхамдик у травні 1968 року), але саме місто сильно не постраждало. Через це сюди стікалися численні біженці, які рятувалися від репресій та воєнних дій. 1964 року в Хояні було відновлено католицький собор, первісно побудований 1903 року французькими місіонерами (в місто бігло багато в'єтнамських католиків, яких на півночі переслідували комуністи). У березні 1975 року під час Весняного наступу північно-в'єтнамські війська захопили Хюе, Дананґ і Хоян.

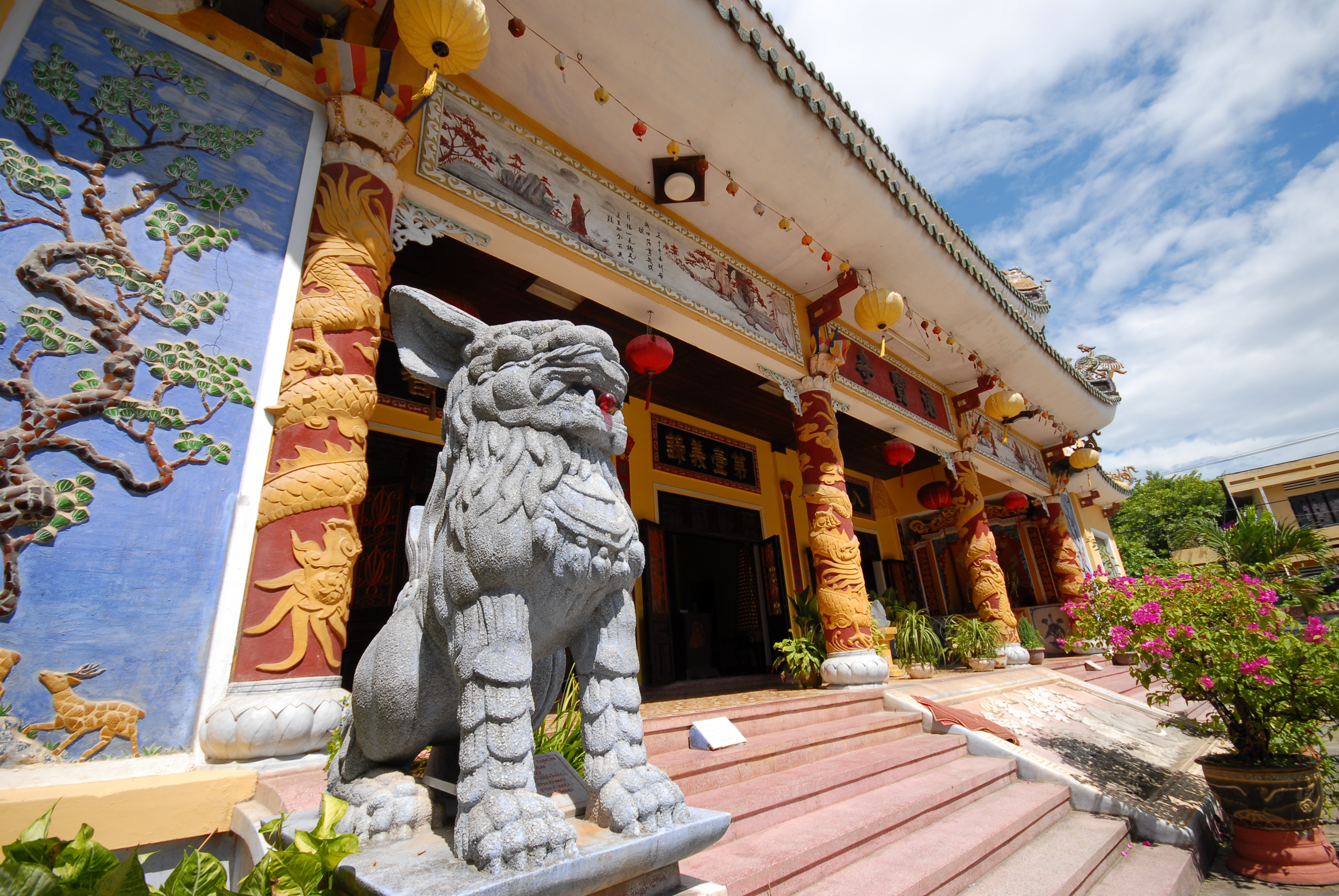
Один із храмів старого міста

У лютому 1979 року спалахнула Китайсько-в'єтнамська війна, яка опосередковано торкнулася і китайської громади Хояну (після закінчення війни влада піддала репресіям усіх китайців В'єтнаму). 1985 року старе місто Хояну було оголошено об'єктом національної культурної спадщини. Його стародавня забудова, що є державною власністю, охороняється законом про культурну спадщину (прийнято 2001 року та доповнено у 2009 року) та законом про туризм (прийнято 2005 року).
1999 року старе місто Хояну було внесено до списку об'єктів всесвітньої спадщини ЮНЕСКО. Фінансові вливання дозволили містянам відреставрувати частину старовинних будинків та перетворити центральні квартали на пішохідну зону (щоправда, відкриту для велосипедів та мопедів). Туристичний бум, що розпочався в середині 1980-х років і помітно зріс з кінця 1990-х років, істотно змінив до цього спокійний устрій тихого сільського містечка, а також структуру його економіки та зайнятості населення.
2000 року недалеко від узбережжя Хояну завершилися масштабні підводні розкопки на місці судна з в'єтнамською керамікою XV століття (у них брали участь фахівці Національного музею в'єтнамської історії та морські археологи Оксфордського університету). На поверхню вдалося підняти понад 250 тис. непошкоджених керамічних виробів. У серпні 2000 року за успіхи у справі реконструкції історичної спадщини було надано Хояну звання «місто-герой соціалістичної праці».
У листопаді 2017 року Хоян серйозно постраждав від тайфуну Дамрей: було затоплено багато вулиць, храмів та перших поверхів історичних будівель.

## Географія

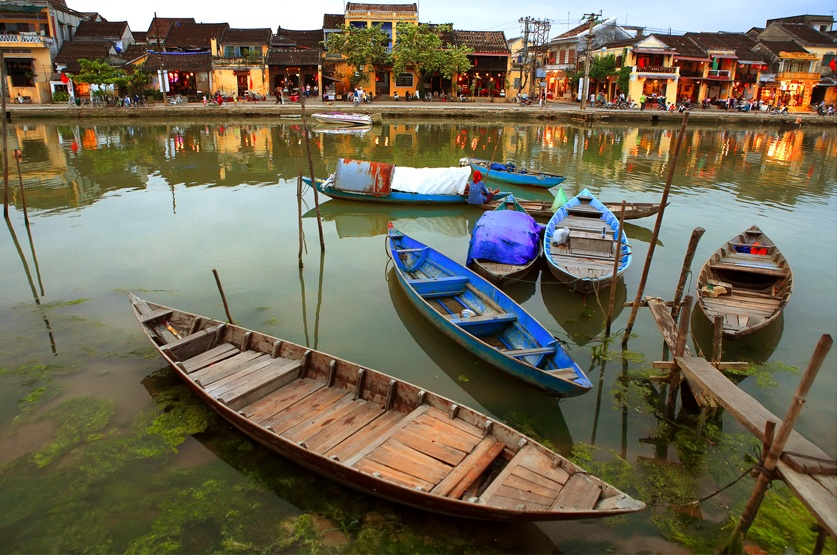
Річка Тхубон у межах Хояну

Хоян розташований у центральному В'єтнамі, в північно-східній частині провінції Куангнам, у гирлі річки Тхубон, приблизно за 50 км на північ від міста Тамкі і за 30 км на південь від Дананга. Основна частина міста розташована на північному березі річки, біля її впадання у Південнокитайське море. Адміністративно до міста належать також кілька островів у гирлі річки Тхубон та Чамські острови, розташовані неподалік узбережжя. Через відклади в районі Хояну продовжуються різні руслові процеси, зокрема утворення піщаних мілин і лагун, зміна смуги річкового і морського узбережжя.
У північній частині міста розташований знаменитий пляж Анбанґ (в'єт. An Bàng), у східній частині — мальовничий пляж Фіокчат (в'єт. Phước Trạch), відомий деревами аллоказуарини, і піщані дюни Тхуантінь (в'єт. Thuan Tinh). На території сільської комуни Камтхань розташована зона екологічного туризму Тхуантінь, що займає річковий острів площею 50 гектарів. Тут туристи катаються на човнах, ловлять рибу, ходять у походи, беруть участь у пікніках, традиційних іграх і виставах.
Пляж Киадай (в'єт. Cửa Đại), розташований на межі районів Киадай і Каман, на південь від пляжу Анбанґ, протягнувся більш ніж на 3 км завдовжки і має до 300 метрів завширшки. Він відрізняється білим піском, красивими пальмами, чистою водою, помірним нахилом та невеликими хвилями, що приваблює сюди численних туристів. Уздовж пляжу розміщуються деякі з найбільших курортних комплексів Хояну, зокрема Hoi An Beach Resort, Victoria Beach Resort and Spa, Palm Garden Resort, Agribank Beach Resort та Boutique Resort, а також численні закусочні, що продають морепродукти та напої. Загальна довжина морських пляжів Хояну складає 7 км.

### Клімат
Спекотною порою у Хояні є проміжок із квітня по жовтень. З травня до кінця серпня клімат відрізняється південним вітром і спокійним морем, на цей відрізок року припадає пік туристичного сезону. У період із вересня по січень ідуть часті дощі (найбільше опадів випадає у листопаді). Нерідко у вересні та жовтні на узбережжі обрушуються тайфуни, які супроводжуються зливами та повенями. Найнижчий рівень опадів у квітні. Найспекотніша доба — з липня до серпня, коли середня температура становить +33 °C / +34 °C. Найнижча середня температура — з грудня до лютого (+18 °C / +19 °C), але й у цей час удень спекотно і лише вночі температура знижується. Середньорічна температура становить +25,6 °C, вологість повітря — 82 %, рівень опадів — 2066 мм, 2158 годин на рік у Хояні стоїть сонячна погода.

### Екологія
Зі зростанням кількості туристів збільшилися й екологічні ризики, зокрема, забруднення повітря та шум. Спокійну атмосферу невеличкого міста порушують туристичні автобуси, таксі й моторикши, що заповнюють вузькі вулиці. Крім того, зі збільшенням числа туристичних човнів зросло забруднення річки Тхубон та моря навколо Чамських островів, а також посилилася ерозія берегів. Шум від човнів заважає місцевим жителям і погано впливає на фауну боліт. У селах, розташованих навколо Хояну, через погані дороги та нестачу сміттєвозів селяни змушені спалювати тверді побутові відходи або скидати їх у річки, що також негативно позначається на екології регіону. Відсутність сучасної каналізаційної системи призвела до того, що необроблені стічні води готелів, ресторанів і пралень скидаються у річку чи море.
Іншою проблемою для екології Хояну є масштабне будівництво нових готелів та ресторанів, особливо вздовж річки та морського узбережжя, а також навколо дюн. Майже не ведеться нагляд за вирубуванням дерев, які використовуються для відновлення історичних будівель, виробництва сувенірів, меблів та дерев'яних човнів.
Влада здійснює низку програм, спрямованих на скорочення негативного впливу з боку туризму та урбанізації. Зокрема, вона обмежує рух транспорту в старому Хояні, аби уникнути шуму, запинів і забруднення повітря; створюють повністю пішохідні зони; заохочують будівництво нових готелів осторонь перевантаженого середмістя. Станом на 2015 рік міська влада Хояну брала діяльну участь у кількох екологічних проектах — сортуванні побутового сміття населенням, мінімізації використання поліетиленових пакетів, відновленні кокосових гаїв у прибережній зоні сільської комуни Камтхань задля захисту берегів.
Великою проблемою для дерев'яних споруд старого Хояну є терміти. Вони з'явилися у місті 2006 року та швидко розплодилися. Після контакту з термітами понад 150 стародавніх будинків зазнали значних пошкоджень, кілька десятків будівель було визнано аварійними. Влада міста обробляють будівлі спеціальними розчинами, які покликані захистити деревину від цих комах і їхніх личинок, проте не всі спроби винищити шкідників виявилися досить плідними.

### Чамські острови
Чамські острови (англ. Chàm Islands або в'єт. Cù lao Chàm) розташовані в Південнокитайському морі, приблизно за 15 км від Хояну і гирла річки Тхубон. Архіпелаг складається з восьми гранітних острівців (Лао, Онґ, Кхоме, Кхокон, Тай, Зай, Ла і Мо) загальною площею 15,5 км². 90 % площі островів зайняті лісами, 7 % обробляються та 3 % зайняті спорудами. Населення Чамських островів становить 2,8 тис. осіб, найбільшими селищами є Байонґ, Байланґ і Байхионґ на найбільшому острові Лао (тут розташована найвища точка архіпелагу заввишки 517 метрів). Уся територія архіпелагу є місцем гніздування птахів і належить до зони екологічного туризму. 2009 року під патронатом ЮНЕСКО навколо Чамських островів було створено біосферний заповідник Cu Lao Cham Marine Park площею 33 гектара.
Основні заняття населення — рибальство, сфера послуг, рисівництво, видобуття їстівних пташиних гнізд, з яких готують делікатесний суп, та збирання лікарських трав. Туристів на Чамських островах приваблюють краєвиди природи, серед яких вкриті лісами пагорби та піщані пляжі, а також можливість покупатись і зайнятися дайвінгом. Навколишні води славляться багатою флорою та фауною, як-то водорості, корали, тигрові креветки, кальмари, краби, м'якуни тощо. На островах збереглися ділянки мангрових і вологих тропічних лісів, де мешкають різні види саланганів. Найвідомішими пляжами острова Лао є Байтенґ, Байбім і Байонґ.
Вже в епоху династії Тан китайські кораблі причалювали до островів Чам для поповнення запасів прісної води. Купці Чампи використовували острови для перевалки вантажів на материк у порт Хояну. За чамської епохи тут торгували перцем, корицею, слоновою кісткою та цінними породами деревини. Від епохи правління князів й імператорів Нґуєн на островах збереглися деякі споруди, зокрема, пагода Хайтанґ, побудована 1753 року в селищі Байонґ, і святилище Тхан'єншао, побудоване 1843 року в селищі Байхионґ, а також ряд гребель і водойм, тераси у внутрішній області острова Лао. З початком туристичного буму в Хояні архіпелаг також став популярним місцем для морських турів і Чамські острови за свою красу отримали прізвисько «необроблені сапфіри».

## Населення
Відповідно до перепису 2001 року у Хояні і найближчих сільських передмістях площею 6147 га проживало 121,7 тис. осіб. Станом на 2006 рік у Хояні проживало близько 83 тис. осіб (1996 року — 76,9 тис., 1986 року — 61,8 тис., 1976 року — 68,1 тис.). Того ж року чисельність працездатного населення становила 53 тис. осіб (1996 року — 32,7 тис., 1986 року — 30,9 тис., 1976 року — 35,5 тис.). Число домашніх господарств 2006 року становило 18,9 тис. (1996 року — 16,3 тис., 1986 року — 12,4 тис., 1976 року — 11,3 тис.). Найбільше жителів Хояну зайнято в туризмі, хоча історично економіка міста спиралася на сільське господарство, риболовлю і торгівлю.
Переважна більшість жителів Хояну складають в'єти, хоча у багатьох із них є домішка чамської крові, отримана унаслідок асиміляції колись найбільшого народу провінції Куанґнам. Крім того, завдяки етнічним анклавам іноземних торговців і місіонерів, що існували раніше, в місті чимало в'єтнамсько-китайських, в'єтнамсько-японських і в'єтнамсько-європейських метисів. Існує невелика громада хоа (серед місцевих китайців виділяються земляцтва кантонців, чаошаньців, хокло, фуцзяньців та хайнаньців, які ведуть своє походження з відповідних регіонів Південного Китаю, а також дещо відокремлене земляцтво хакка). У Хояні, крім традиційних буддистів, є конфуціанці, даосисти, католики й протестанти, а також прихильники сект каодай і хоахао.

### Віросповідання і спосіб життя
Більшість жителів Хояну формально є буддистами, проте в'єтське тлумачення цієї релігії перебуває під впливом культу предків та інших місцевих вірувань. У багатьох сімей на домашньому вівтарі є статуя Амітабги, багато сімей щомісячного місяця дотримуються короткого вегетаріанського посту. Водночас майже всі в'єти здійснюють обряди на честь предків родини (зазвичай перед домашнім вівтарем) та предків клану (в особливому сімейному святилищі, де поклоняються напівмітичному «прабатькові» та літопису клану). Невеликі сім'ї не мають окремих святилищ, як правило, вони поклоняються лише померлому патріарху та іншим родичам.
Окрім культу предків багато містян поклоняються «п'яти божествам домівки» (Нґу ти зя дионґ), які, як вважають в'єти, оберігають родину, визначають її долю і допомагають вести домашнє господарство. До цих божеств входять «бог кухні», «бог колодязя», «бог воріт», «святий покровитель життя» і «богиня процвітання». Китайці Хояну замість двох останніх божеств із «п'ятірки» поклоняються «богу землі» та «богу дверей». Навіть серед католиків та протестантів Хояну поширені традиційні вірування.
Для мешканців Хояну, як і повсюдно у В'єтнамі, сім'я і клан мають ключове значення у суспільному житті. В'єти передусім мають зобов'язання перед сім'єю, що виявляється у поважному ставленні до старших поколінь і шануванні померлих предків. На наступному ступені соціальних відносин стоять село або квартал, що є серцем клану. У минулому на чолі сім'ї чи клану стояв «патріарх», який вирішував внутрішні сперечання, відповідав перед владою та впливав на внутрішню політику села. Раніше кожен великий клан Хояну мав власну нерухомість — сімейний цвинтар із могилами предків, сімейне святилище, громадський будинок або зала зборів, де зберігалися сімейні літописи та реліквії, а також окреме свято, під час якого шанували предків роду.
Багато місцевих жителів негативно ставляться до занадто відкритих купальників на пляжі, а також неналежного одягу туристів, які відвідують храми, сімейні святилища або зали зборів. Влада і значна частина жителів Хояну суворо регламентують відносини між статями та видами розваг. Відповідно до культурних норм не вітаються заклади з караоке, заклади із прихованими формами проституції (зазвичай вони маскуються під вивісками барів та перукарень), магазини бікіні.
Спосіб життя, розваги та гобі мешканців Хояну поступово змінюються, особливо серед молоді. Вірування та суворі сімейні цінності поступаються місцем комерції та західному культурному впливу, на зміну традиційним проведенням часу і способам спілкування приходять інтернет та клуби, стають популярними сучасна музика й нові ігри (футбол, теніс, бадмінтон). Зростання робочого часу торкається сімейних цінностей. Містяни стають дедалі відірваними від сіл і сімейних кланів, орієнтуючись на індивідуалізм та матеріальні цінності. Разом із тим, чимдалі більшій кількості мешканців Хояну стають доступні кондиціонери, телевізори, мікрохвильові печі та комп'ютери.

## Адміністративний поділ
Хоян ділиться на дев'ять міських районів (phường): Каман (в'єтн. Cẩm An), Камчау (в'єтн. Cẩm Châu), Камнам (в'єтн. Cẩm Nam), Камфо (в'єтн. Cẩm Phô), Киадай (в'єтн. Cửa Đại), Міньан (в'єтн. Minh An), Шонфонґ (в'єтн. Sơn Phong), Танан (в'єтн. Tân An) і Тханьха (в'єтн. Thanh Hà). Крім того, до складу міста входять чотири сільські комуни (xã): Камха (в'єтн. Cẩm Hà), Камкім (в'єтн. Cẩm Kim), Камтхань (в'єтн. Cẩm Thanh) і Танх'єп (в'єтн. Tân Hiệp; займає окремий архіпелаг — Чамські острови).
З півдня материкова частина Хояну річкою Тхубон межує з повітом Зуїсуєн (в'єтн. Duy Xuyên), із заходу і північного заходу — з повітом Д'єнбан (в'єтн. Điện Bàn). Окрім адміністративного поділу в Хояні є дві зони, започатковані владою міста для охорони культурно-історичної спадщини. На території першої зони розташовані квартали старого міста, будинки в якому зберігаються у своєму вихідному стані. Першу зону оточує більша друга зона, будівництво в котрій також суворо упорядковано указами і нормативами (нові споруди не мають порушувати загальний ансамбль, а також архітектуру й екологічне середовище історичних пам'яток).

## Органи влади
Головним органом влади Хояну є народний комітет міста, який підпорядковується народному комітету провінції Куанґнам. Народному комітету Хояну підпорядковуються народні комітети районів і сільських комун. Крім того, у підпорядкуванні міського народного комітету знаходяться спеціалізовані управління та служби: департамент торгівлі і туризму, департамент культури, інформації та спорту, департамент охорони здоров'я, департамент освіти й виховання, департамент транспорту, департамент будівництва, департамент планування й інвестицій, департамент сільського господарства, департамент праці, інвалідів та соціальних питань, виконавча рада з викорінення голоду й бідноти, керівна рада міських проєктів, керівна рада центрального ринку, комітет у справах релігії, комітет планування родини, центр культури іа спорту, центр управління та збереження пам'яток, компанія громадських проєктів, міжвідомча команда із перевірки дотримання міських правил. Ці структури звітують також перед відповідними управліннями провінційного рівня.
У кожному районі міста є поліцейські дільниці, які відповідають за громадську безпеку і підпорядковуються міському управлінню поліції. Загалом Хоян є безпечним містом. 2007 року його відвідало понад 1 млн туристів, при цьому було зафіксовано лише 125 злочинів. Міська влада, включаючи поліцію і народну прокуратуру, бореться з проституцією, шахрайством та неякісним обслуговуванням покупців, а також із посередниками, які заманюють туристів у магазини та швейні ательє, отримуючи від цього відсоток. 2015 року боротьба з корупцією в Хояні дозволила повернути до державного бюджету понад 34 млн. донгів.
Багато організацій і спілок, а також засоби масової інформації, що формально відносяться до громадянського суспільства, насправді тісно пов'язані з урядовими структурами. До таких відносяться спілки молоді, жінок, літніх громадян, ветеранів та селян, спілка сприяння освіті. Всі вони є строго структурованими та ієрархічними, входять до орбіти Вітчизняного фронту В'єтнаму і відіграють важливу роль у донесенні урядових програм та починів широким верствам населення.

## Економіка
Основу економіки Хояна складає туризм та супутні галузі — готелі, ресторани, бари, сувенірні магазини, човни і велорикші, що обслуговують туристів. Окрім того, Хоян славиться своїми швейними і взуттєвими майстернями й ательє, яких тут налічується кілька сотень, а також виробництвом традиційної кераміки, різьбленням по дереву та риболовлею. Між Хояном і Дананґом розташований великий промисловий парк Д'єннам-Д'єннґок (в'єтн. Điện Nam-Điện Ngọc).
Хоча родючі землі, відведені в Хояні під сільськогосподарські культури, є обмеженими та постійно скорочуються, в економіці міста зберігає важливе значення високопродуктивний агробізнес, особливо заливне рисівництво, яке в'єтнамські селяни практикують на рисових чеках. Фермери вирощують рис на річкових островах й алювіальних ділянках, використовуючи старі способи і реманент, включаючи запряжених у плуг індійських буйволів. Багато селян живуть у найпростіших бамбукових хатинах і виготовляють більшу частину приладдя своїми руками, хоча нерідко зустрічаються і заможні фермери, що побудували собі просторі цегляні маєтки. Основні сільськогосподарські угіддя зосереджено у сільських комунах Камха, Камтхань і Камкім, хоча невеликі фруктові сади та городи зустрічаються і в міських районах Хояна.
Сільське господарство, що раніше домінувало в економіці регіону, та місцевий клімат суттєво вплинули на характер та побут мешканців Хояна. Селяни часто зазнають ударів стихії, включаючи щорічні шторми, що йдуть з боку моря, і повені, спричинені розливами річок. Постійні загрози сприяли згуртованості сільських громад, які спільно стежили за станом каналів і ставків, спільно будували греблі та дороги, спільно захищали рисові поля і худобу.
Іншою традиційною для Хояна галуззю господарства є риболовля (у ставках, річці і морі). Місцеві рибалки використовують різні снасті та способи лову, у тому числі різні види мереж (найпоширенішою є «павук»). Риба і морепродукти поставляються як на внутрішній ринок, зокрема на вуличні ринки і ресторани, так і на експорт. У районі Хояна рибалки скупчені в селах Вонґні, Девонґ, Фиокчат, Даян і Танх'єп (райони Киадай, Каман і Чамські острови).
Торгівля, у якій давно панували місцеві китайці, є ще однією традиційною галуззю економіки міста. Сьогодні Хоян більше не є великим торговим портом, але завдяки численним туристам роздрібна торгівля тут процвітає. У місті багато вуличних ринків, старовинних крамниць антикваріату, картин, ювелірних прикрас, тканин та паперових ліхтариків, а також сувенірних і бакалійних магазинів (станом на 2007 рік налічувалося 202 крамниць із продажу сувенірів, мистецьких і ремісничих виробів, 18 91 крамниць із продажу взуття, сумок, ременів та ліхтариків). Найжвавішими торговими районами є Камфо, Міньан та південна частина Камчау (найпопулярніші в іноземних туристів торгові квартали розташовані в районі перетину вулиць Чанфу та Нґуєнтхайхок із вулицею Лелой). Колоритним місцем є критий продуктовий ринок (в'єтн. Chợ Hội An), північна частина якого виходить на вулицю Чанфу, а південна — до набережної річки Тхубон. Роздрібні продажі товарів туристам становлять понад 10 % від усієї виручки туристичного сектора Хояну.
Ще за часів, коли Хоян процвітав як міжнародний порт, місцеві фарбарі та кравці славилися виготовленням тканин й одягу на будь-який смак. У соціалістичному В'єтнамі швацька справа і крій орієнтувалися на місцевих жителів і зовнішній ринок, більшість робітників працювало на державних фабриках, як-от Hoi An Export Garment Factory. Однак ці фабрики були неефективними, під час економічної реформи 1986 року, відомої як доймой, їх приватизували, а більшість співробітників звільнили. Лише з початком туристичного буму кінця XX століття швацьке ремесло відродилося і сьогодні у місті працюють сотні кравецьких ательє і цехів, а також майстерень із виготовлення взуття, сумок, ременів й інших аксесуарів (особливо розвиненим є сектор швидкого пошиття костюмів чи суконь, націлений на іноземних туристів). Також у Хояні є кілька дрібних промислових підприємств — харчових фабрик, цегельних заводів, у селі Кімбонґ будують дерев'яні човни.
Важливе значення мають будівельний і реставраційний сектори Хояна. З 1997 року, перед внесенням старого міста до списку об'єктів всесвітньої спадщини ЮНЕСКО, центральний уряд В'єтнаму, уряд провінції Куанґнам та міська влада Хояна почали інвестувати державні кошти у масштабне відновлення історичних об'єктів. Іноземні донори також надавали кошти і технічну експертизу щодо відновлювальних робіт у старому місті. Всього з 1997 по 2007 рік було відновлено 168 історичних будівель, що належали державі, на загальну суму понад 5,8 млн доларів США. Крім того, між 1997 і 2006 роками в Хояні за пайовою участю влади було відреставровано близько 1125 будівель, що перебували у приватній власності.
2010 року промисловість Хояна виробила продукції на 492,2 млрд донгів (41,2 % довелося на деревообробку, 26,4 % — на текстильну і шкіряну промисловість, 23,5 % — на харчову промисловість). Більшість підприємств Хояна, зокрема експортних, зосереджено у промисловій зоні району Тханьха (виробництво меблів, одягу, взуття, сумок, керамічних і скляних виробів, мішків). Того ж року рибальська галузь Хояна виробила продукції на 320,1 млрд донгів (більша частина припала на креветки), сільське господарство — на 82,5 млрд донгів (в основному рис, овочі, свинина, м'ясо птиці та декоративні рослини). У фінансовому секторі Хояна представлено відділення та банкомати всіх провідних банків країни — Vietcombank, Vietinbank, Agribank, BIDV Bank й Asia Commercial Bank.
2016 року валова продукція Хояна склала 7423 млрд донгів, збільшившись порівняно з 2015 роком на 12,9 %. Валова продукція туристичного та торговельного сектору склала 5182,6 млрд донгів, збільшившись порівняно з 2015 роком на 15,5 % (загальний оборот торгівлі перевищив 630 млрд донгів, збільшившись на 6,1 % порівняно з попереднім). Валова продукція промисловості, включаючи ремесла і будівництво, склала 1632,6 млрд донгів (виросла за рік на 9,2 %), валова продукція сільського господарства, рибальства та лісового господарства склала 609,9 млрд донгів (виросла за рік на 2,5 %). Дохід на душу населення 2016 року досяг 36,8 млн донгів, при цьому в міських районах він становив 39,2 млн донгів, а в сільських комунах Хояна—28,9 млн донгів (2008 року дохід на душу населення) становив у Хояні 17,2 млн донгів, а 2009 року — 18,7 млн донгів).
Станом на 2015 рік площа оброблюваних земель становила 1767,6 гектарів, з яких 778,4 гектара було зайнято під рис (виробництво рису становило 4750 тонн, врожайність — 64,5 центнера з гектара).

### Ремесла

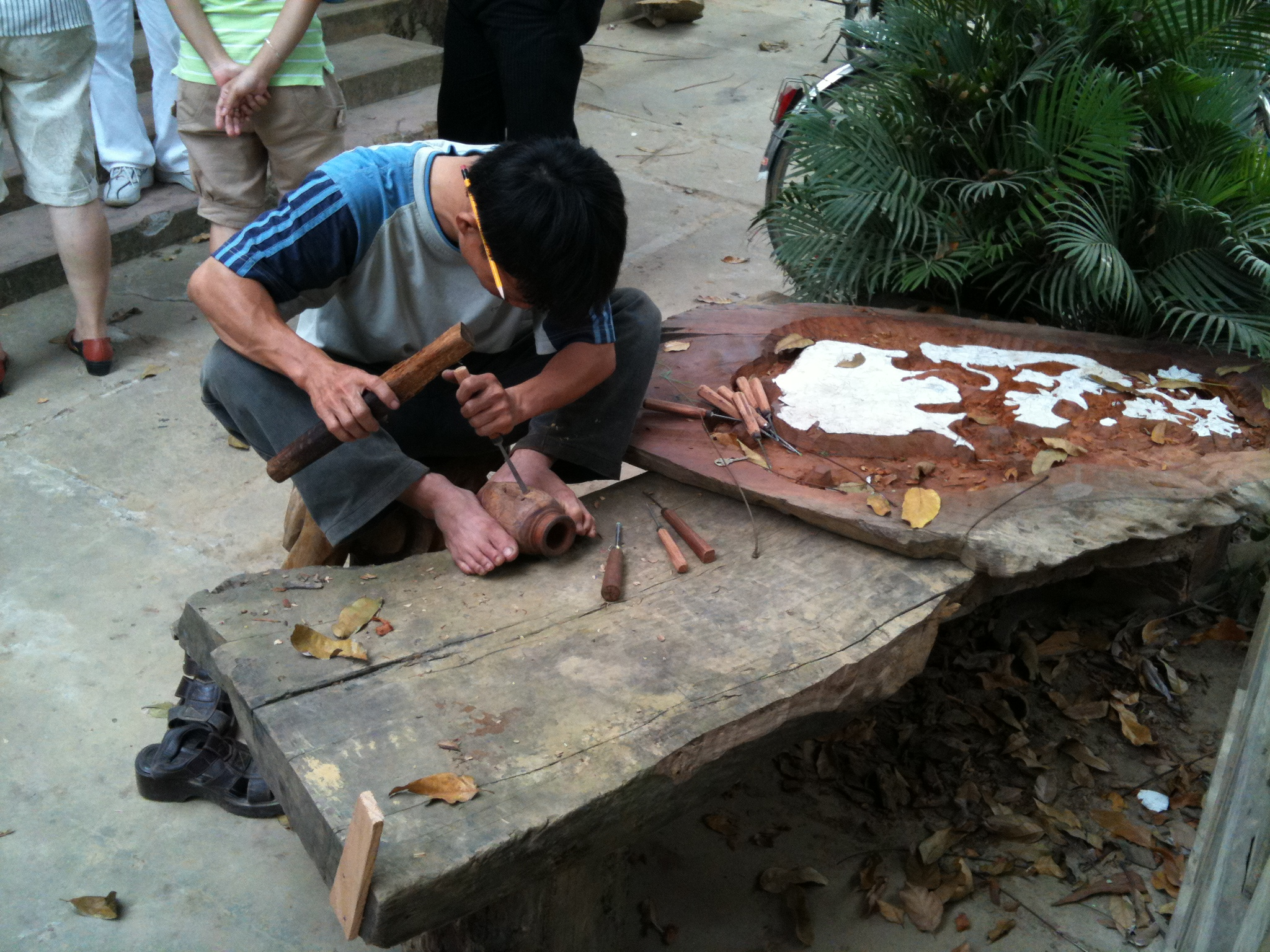
Село різьбярів по дереву Кімбонґ

Село Кімбонґ, розташоване в сільській комуні Камкім, на південному березі річки Тхубон, славиться своїми теслярами та різьбярами по дереву. Воно було засноване наприкінці XVI століття переселенцями із Північного В'єтнаму, які принесли із собою традиції деревообробки. За багато століть жителі Кімбонґа перейняли способи і технології обробки деревини у китайців, японців та європейців, утворивши зрештою власний стиль. Зусиллями теслярів і різьбярів Кімбонґа було споруджено усі старовинні будинки і храми Хояна.
Майстерність теслярів і різьбярів Кімбонґа цінувалася настільки високо, що Нґуєни запрошували їх будувати й оздоблювати палаци, павільйони, храми та гробниці в цитаделі Хюе. Здавна учні наймаються до місцевих майстрів, роками осягають ремесло, а потім відкривають свої майстерні. Сучасні теслярі та різьбярі Кімбонґа виробляють дерев'яні ворота, двері, вікна, меблі, релігійні статуетки і човни.
Село Тханьха, розташоване в південно-східній частині однойменного району Хояна, славиться виробництвом глиняного посуду та інших керамічних виробів (черепиці, плитки для підлоги, горщиків, кухонного начиння). Частина вибробів декорована та рельєфна, частина покрита темно-коричневою або темно-жовтою глазур'ю. Раніше в селі виробляли цеглу, але випалювальні печі було закрито через дим, що забруднював повітря. Село Тханьха було засновано приблизно тоді ж, що і Кімбонґ, а також вихідцями з Північного В'єтнаму (ймовірно, в'єтами з області сучасних провінцій Тханьхоа і Нґеан).
Багато поколінь хоянців мали у себе в будинках посуд і горщики, виготовлені в селі Тханьха. Близькість до зручної пристані на річці Тхубон дозволяла вивозити продукцію села до інших приморських областей В'єтнаму і навіть за кордон. І сьогодні виробництво кераміки в Тханьха має свої старовинні гендерні особливості: чоловіки переважно привозять і замішують глину, тоді як жінки працюють за гончарним кругом (одна жінка ногою обертає коло, а інша надає подоби виробу). Потім чоловіки викладають вироби на сонце для просушки, після чого везуть обпалювати печі, потрібна температура в котрих досягається завдяки спалюванню дров.

### Туризм

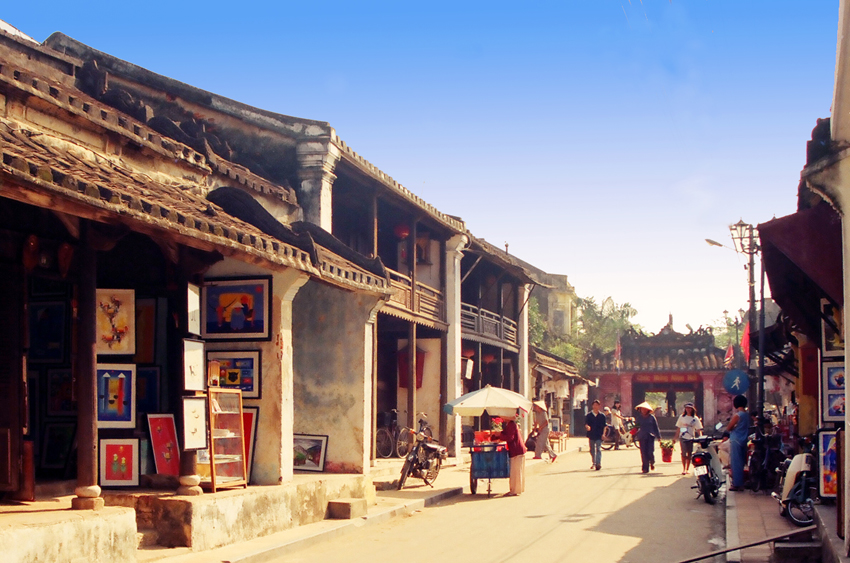
Старе місто

Хоян іноді прозивають містом-музеєм просто неба. На сьогоднішній день у Хояні є понад тисячу офіційно визнаних будівель історичного значення. Серед них старовинні китайські будинки та крамниці, руїни чамських храмів, громадські будинки, гробниці. Місто також відоме своїми сувенірними й антикварними крамницями, великою кількістю швацьких майстерень. Окрім того, численних туристів приваблюють пляжі узбережжя, піщані дюни та заповідник на Чамських островах.
Якщо 1997 року Хоян відвідало 140 тис. туристів (зокрема 81 тис. іноземних), то 2007 року це число перевищило 1 млн осіб (зокрема понад 600 тис. іноземних туристів). З 1999 року доходи від туризму постійно зростали, середнє щорічне економічне зростання міста становило близько 13 %. Якщо 1997 року оборот туристичного сектора становив 2,9 млн доларів, то до 2007 року він зріс до 38,4 млн доларів (34,4 млн припали на такі послуги, як оселення, харчування, зв'язок, масаж і спа-процедури, вхідні квитки, транспорт, екскурсії, а 4 млн — на продаж товарів). Станом на 2007 рік туризм, торгівля та інші послуги забезпечували 64 % сукупної виручки економіки Хояна, промисловість і будівництво — 21 %, сільське і лісове господарства, рибний лов — 15 %.

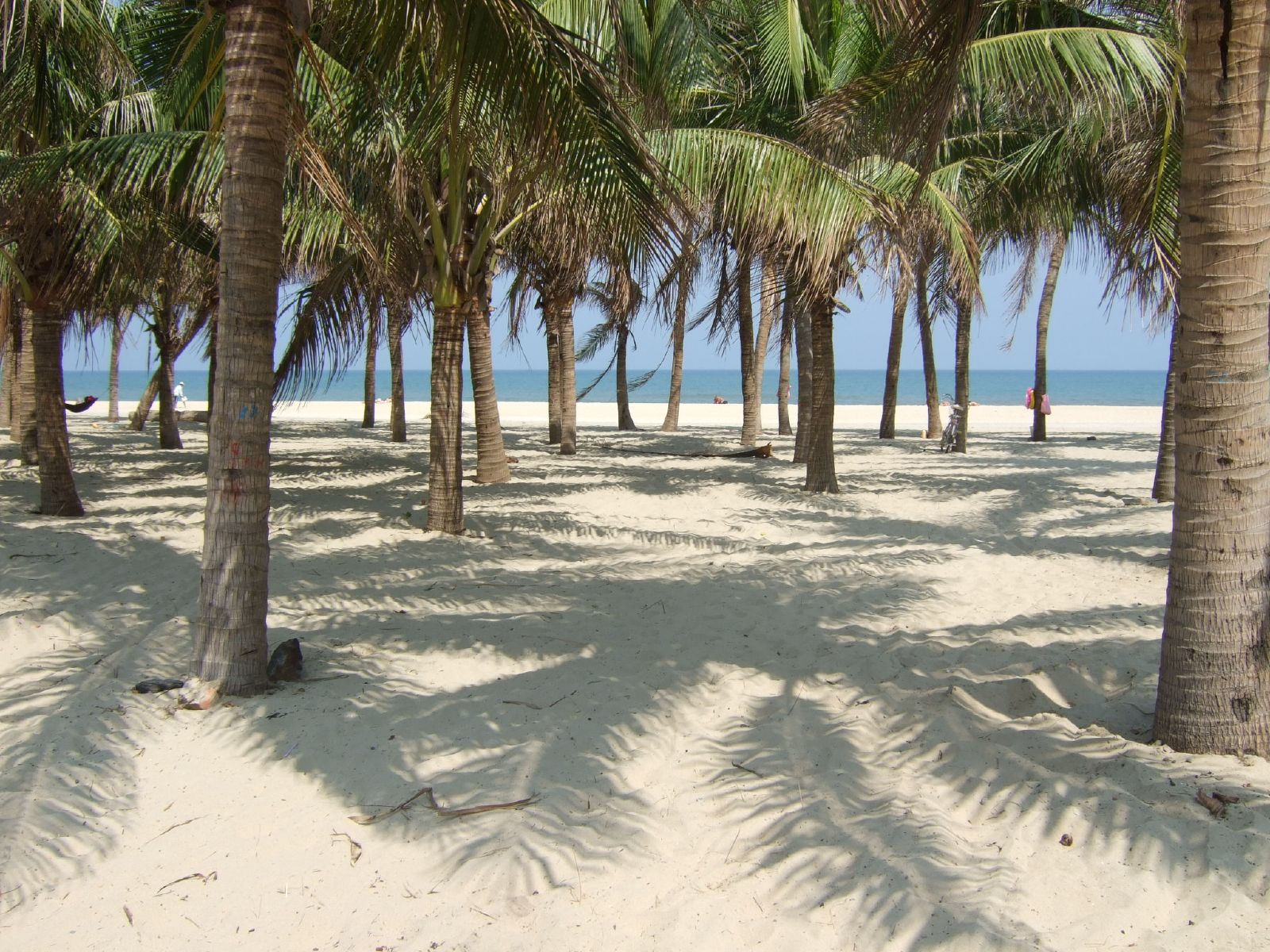
Хоянський пляж

Станом на 2007 рік на готельну ниву припадало майже 60 % обороту сфери туристичних послуг. У місті працювало 79 закладів на 3 тис. номерів (1999 року було 530 номерів), зокрема 34 гостьові доми (10 % номерів), 26 одно-двозіркових готелів (28 % номерів) та 19 трьох-п'ятизіркових готелів (56 % номерів). У Хояні представлено готелі різних розрядів як місцевих, так і міжнародних мереж. До перших відносять готелі мережі Vinpearl, що належать мільярдеру Фам Нят Вионґу, до других — готелі Royal Hoi An французької мережі Sofitel і The Nam Hai канадської мережі Four Seasons.
Близько 70 ресторанів і барів давали 25 % обороту сфери туристичних послуг (більшість їх розташовувалася у відреставрованих історичних будівлях старого Хояна). Наприкінці 1995 року влада Хояна ввела плату за відвідування вистав, музеїв, зал зборів, старих будинків, храмів та інших історичних пам'яток (зокрема Японського мосту). 2007 року загальний дохід, отриманий із вхідної плати від туристів, склав майже 1,7 млн доларів (5 % обороту сфери туристичних послуг).
Станом на 2007 рік найбільшими групами іноземних туристів, які відвідували Хоян, були громадяни Франції та Австралії, за ними слідували громадяни Німеччини, США та Великої Британії. Слідом за великою туристичною «п'ятіркою» йшли іспанці, японці, канадці, нідерландці, датчани, шведи, новозеландці, італійці, швейцарці, бельгійці, норвежці, австрійці тощо.
2011 року Хоян відвідало близько 1,5 млн туристів, а 2016 року — понад 2,6 млн туристів, що на 17,9 % більше, ніж 2015 року. Дохід від продажу вхідних квитків склав 172,5 млрд донгів, збільшившись на 36 % порівняно з 2015 роком. До 2016 року в Хояні жваво розвивалися нові види туризму, як-то тури на велосипедах, тури навколишніми селами, дайвінг і водні види спорту на Чамських островах. Влада та приватний сектор вклали кошти в інфраструктуру, зокрема у парковки, станції відпочинку, громадські туалети, а також у розширення пляжів та причали для катерів.

### Транспорт
Хоян із давніх-давен отримував вигоду зі свого географічного положення в гирлі річки Тхубон і наявності глибоководної захищеної гавані, здатної приймати вітрильні торгові судна. Незважаючи на свою історичну славу, сьогодні Хоян не має власного порту, діють лише невеликі причали у районі Киадай та біля мосту Камнам. Дерев'яні човни перевозять вантажі і людей до віддалених сел, розташовані вздовж річки Тхубон, та туристів у межах міста. Крім того, швидкісні катери і кілька поромів забезпечують сталий зв'язок між Хояном і Чамськими островами (найважливіший причал розташований у селі Байонґ на найбільшому острові Лао). З початком туристичного буму наприкінці 1990-х років влада Хояна і провінції вклала великі кошти в осучаснення транспортної інфраструктури міста.
Основний потік туристів прибуває в Хоян через міжнародний аеропорт Дананґа та міжнародний аеропорт Чулай. Також у Дананзі розташована найближча до Хояна залізнична станція, куди прибувають поїзди з Ханою та Хошиміну. Між Дананґом та Хояном існує регулярне автобусне сполучення. У Дананзі та Хояні можна взяти на прокат автомобіль або скористатися таксі. Крім того, у Хояні є широко поширеною послуга з прокату мотоциклів, мопедів і велосипедів.
Серед туристів популярністю користуються недорогі велорикші і моторикші. Через річку Тхубон у районі Хояна перекинуто три автомобільні мости: Каукиадай у межах міста, відкритий для руху 2016 року, Каукаулау та Каукаулаумой на захід від міста (по останньому проходить автомагістраль 1A, що є частиною азійського маршруту AH1). Важливе значення мають шосе Хоян — Дананґ імені Хо Ші Міна і шосе з Хояна до кордону з Лаосом (QL14D і QL14B). Станом на осінь 2010 року в Хояні було 265,8 км доріг, серед яких 161,4 км км доріг із бетонним покриттям, 87,9 км доріг з асфальтовим покриттям та 16,4 км доріг із ґрунтовим покриттям.
Станом на 2007 рік з 8:00 до 11:00, з 14:00 до 16:30 та з 18:00 до 21:00 заборонено було рух легкових автомобілів, вантажівок та мотоциклів через історичний центр Хояна (лише по вівторкам і четвргам під той час дозволявся рух мотоциклів). Влітку 2014 року влада Хояна запустила програму з розширення пішохідної зони в старому місті, доступну лише для велосипедів. Туристичним брендом Хояна став слоган «Прогулянкове місто» (англ. The walking town). Автомобільному транспорту і мотоциклам заборонили в'їжджати до історичного центру з 8:30 до 11:00 та з 15:00 до 21:30 у літню пору та до 21:00 взимку.

### Комунальне господарство
Зростання населення та кількості туристів, збільшення доходів і споживання упакованих харчів призвели до того, що в Хояні значно збільшилася кількість твердих побутових відходів, особливо пластику. 2003 року в місті було упоряджено службу вивезення відходів. Хоян й околиці обслуговують сучасні сміттєвози. Із середмістя сміття вивозиться щодня, з периферійних районів — двічі на тиждень. Проте система утилізації, незважаючи на свою ефективність, відчуває труднощі через збільшення кількості сміття і дедалі більший тиск на бюджет міста. Станом на 2010 рік у Хояні було 54 км електромереж, 58,1 км каналізації, 108,7 тис. м² тротуарів, понад 3,3 тис. дерев.
Раніше старий район Хояна не мав сучасної системи каналізації, і лише з початком туристичного буму кінця 1990-х років уздовж вулиць почали прокладати труби для виведення стічних вод. Також було заасфальтовано дороги, прокладено тротуари і дренажні системи, встановлено вуличні ліхтарі. Однак нова інфраструктура не завжди задовольняє історичну природу міста. Наприклад, гранітні тротуари, споруджені в старому Хояні 2006 року, не гармонували з традиційним виглядом фасадів і дворів.

### Зайнятість і рівень життя
Туристичний бум створив значні можливості для працевлаштування у Хояні. З кінця 1990-х років з'явилося безліч робочих місць у таких галузях, як готельний і ресторанний бізнес, супровід туристів, швацька справа й крій, транспортні послуги (таксі, прокат велосипедів і мотоциклів), продаж сувенірів та виготовлення паперових ліхтарів.
За даними департаменту статистики Хояна, 2005 року у сфері обслуговування було зайнято 9,9 тис. осіб, у тому числі у туристичній ниві — 3,3 тис. осіб. 2006 року кількість зайнятих у сфері послуг зросла до 10,8 тис. осіб, зокрема у туризмі — до 3,4 тис. осіб. У галузі пошиття й крою значилося 180 компаній, у котрих працювало близько 400 осіб (у Хояні зосереджені лише крамниці та примірювальні, а основна маса замовлень виконується в навколишніх містечках: господар відправляє розміри по мобільному телефону, робота триває всю ніч, а вранці підрядники на мотоциклах привозять у місто вже готові вироби; частина замовлень надходить з-за кордону через сайти).
Села, що оточують старий Хоян, як-от Кімбонґ (різьблення по дереву), Тханьха (кераміка), Чакуе (овочі і цілющі трави), Тханьнам та Анбанґ (морепродукти), також відчули зростання зайнятості. Це пов'язано як зі зростанням попиту на їхню продукцію, що продається в Хояні, так і зі зростанням кількості туристів, що відвідують самі села. Однак у цих та інших навколишніх селах спостерігається й інша тенденція: вищі заробітки у сфері послуг призводять до того, що молодь перестає займатися традиційними промислами своїх батьків, а воліє вивчитися затребуваним у туристичному Хояні професіям кухаря, бармена, офіціанта чи перекладача.

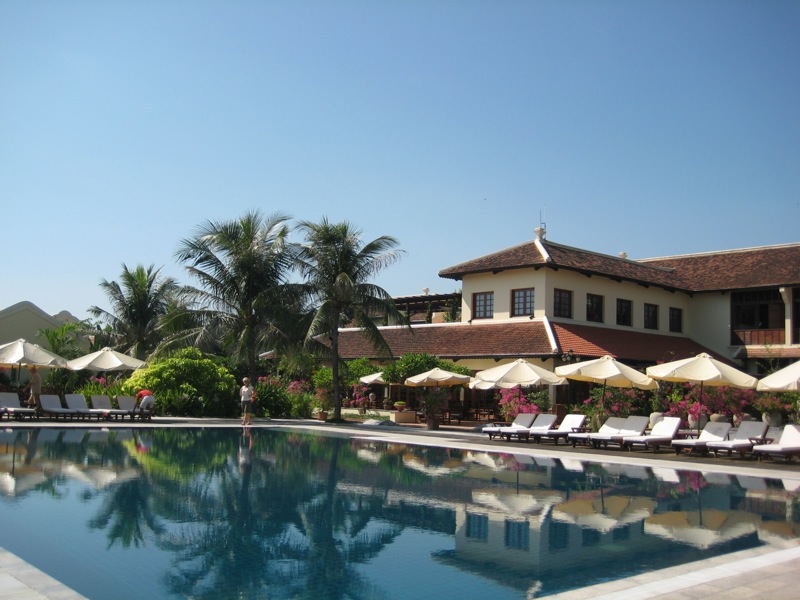
Готель Victoria в Хояні

Зростання доходів від туризму й усього поприща послуг сприяло тому, що збільшилися середні доходи місцевих жителів та скоротився рівень бідності. Якщо 2000 року кількість домашніх господарств із низьким рівнем доходу становило 7,7 % від загальної кількості домашніх господарств Хояна, то 2007 року цей показник скоротився до 6,5 %. Рівень щомісячних доходів на одне домашнє господарство зріс з 6,9 долара 2000 року до 16,25 долара 2007 року (або зі 100 тис. донгів до 260 тис. донгів).
Станом на 2007 рік у Хояні була менша частка домашніх господарств із низьким рівнем доходу, ніж у середньому по країні (6,5 % проти 14,7 %). Хоча ВВП на душу населення в Хояні (близько 920 доларів) був набагато скромнішим, аніж у Хошимині (2,8 тис. доларів) або Ханої (2,4 тис. доларів), все ж таки він перевершував ВВП інших в'єтнамських міст подібного розміру або ВВП у середньому по країні (800 доларів).
З кінця 1990-их років особливо зросли доходи у тих жителів Хояна, хто вкладав кошти в туристичну галузь і нерухомість, зокрема готелі, хостели, ресторани, крамниці й туристичні агенції. Зростання рівня життя та наплив іноземних туристів призвели до зростання цін на всі товари і послуги. Наприклад, вартість поїздки на моторикші в Хояні вище, ніж у багатших Дананзі і Ханої, водії не надають місцевим жителям пільговий тариф, воліючи возити туристів. Також зросли ціни на продукти харчування, особливо ті, які мають підвищений попит у туристів. Внаслідок цього деякі категорії харчу, наприклад, морепродукти стали майже недоступними для значної частини місцевих жителів.
Туристичний бум і джентрифікація старого Хояна призвели до суттєвого зростання цін на нерухомість, особливо в районі пішохідних вулиць Чанфу, Нґуєнтхайхок і Лелой. Багато історичних будівель, які раніше належали малозабезпеченим сім'ям, купили приватні інвестори з Дананґа, Хошиміна та Ханоя (як для перепродажу, так і для комерційного використання). Поступово корінні жителі стали залишати старий Хоян, перебираючись у дешевші й менш престижні квартали. Крім того, у старому місті стали закриватися громадські об'єкти, зокрема останні лікарня й аптека, на місці яких відкрилися комерційні підприємства.
Таке саме становище спостерігалося у прибережній зоні районів Каман та Киадай, де землі пляжів і дюн було зарезервовано виключно під будівництво дорогих курортів і готелів. Багато рибальських селищ було виселено до інших місць, часто без будь-якого відшкодування. Рибалки, які відмовилися переїжджати і залишилися без засобів для існування, змушені були шукати роботу в секторі послуг. 2010 року в галузі промисловості і ремесел було зайнято 5,8 тис. осіб (серед яких у домашніх господарствах — 3,2 тис. осіб, у державному секторі — 0,9 тис. осіб), у сфері рибного лову — 4,8 тис. осіб, у сфері сільського господарства — 4,8 тис. осіб. Станом на 2015 рік у Хояні налічувалося 154 домашні господарства з низьким рівнем доходу, які становили 0,7 % від усіх домашніх господарств міста.

## Охорона здоров'я
У XVI—XVII століттях Хоян був найбільшим осередком традиційної медицини центрального В'єтнаму. Препарати відомі як «північна медицина», якщо імпортувалися з Китаю, і «південна медицина», якщо вироблялися всередині країни. Безліч традиційних аптек та лікувальних салонів розташовувалися вздовж вулиць Чанфу, Нґуєнтхайхок, Хоанґвантху та Лелой. До початку XX століття, коли в Хояні почала поширюватися західна медицина, в місто стікалися пацієнти з усіх куточків країни. Сьогодні традиційна медицина все ще зберігає свою популярність у Хояні, численні аптеки, масажні салони та клініки приймають місцевих жителів і туристів, які шукають альтернативу західній перевіреній медицині. Проте більшість жителів звертаються за допомогою до так званих «медичних станцій», що є в кожному районі.
У Хойані є кілька сучасних лікарень, зокрема приватна Тихоокеанська лікарня в районі Камфо та державна Хоянська лікарня в районі Шонфонґ (при ній діє станція швидкої допомоги). Крім того, у місті працюють медична консультація, резервний центр охорони здоров'я та 12 районних медичних станцій. Станом на 2010 рік у сфері охорони здоров'я працювало 268 осіб, включаючи 17 фармацевтів. Влада міста проводить заходи щодо профілактики захворювань і планування сім'ї, стежить за безпекою харчових продуктів. 2016 року 81 % жителів Хояна було залучено до медичного страхування.

## Освіта
Станом на 2007 рік у Хояні було 36 навчальних закладів, зокрема 12 дитячих садків (3,8 тис. учнів), 14 початкових шкіл (5,9 тис. учнів) та 10 середніх і вищих шкіл (6 тис. учнів). Окрім того, в місті базуються кампус університету імені Фан Тяу Чіня, Центральний коледж електроенергетики і Технологічний коледж, який готує економістів та фахівців з іригації. Станом на 2016 рік у місті працювало 37 навчальних закладів.

## Культура і мистецтво

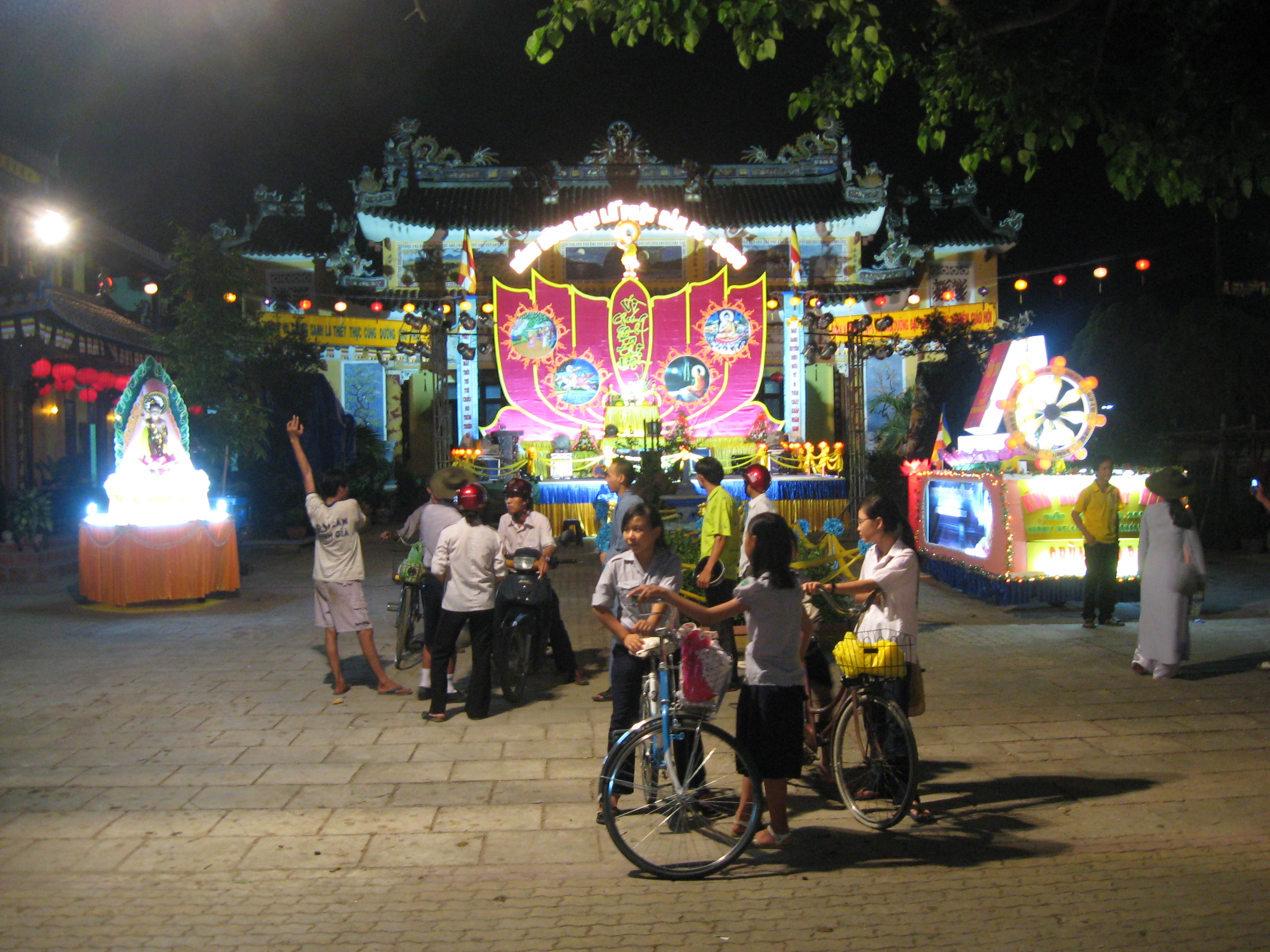
Святкування Тета в Хояні

Відповідно до сільськогосподарських сезонів та місячного календаря жителі Хояна відзначають безліч свят і практикують різні ритуали. Головними серед них є молитви про гарний урожай і хорошу рибалку, ритуали для божества землі і щойно посадженого рису, ритуали на честь річниці смерті предка і роковини смерті відомого ченця Мінь Хая, ритуали поклоніння Вогненному імператору та духам-охоронцям домашнього вогнища, ритуал поминання королів Хунґів, обряд пошуку душевного спокою, обряд захисту від злих духів, урочистості з нагоди дня народження Будди та новорічне свято Тет.
Свято Тет («свято нового ранку» або «свято першого повного місяця») традиційно святкується з членами сім'ї. Вулиці і будинки Хояна прикрашають квітами та фруктами, містяни повсюдно проводять ярмарки і народні гуляння, запускають феєрверки.
Фуцзяньське земляцтво Хояна відзначає Лук тань Вионґ зя — «свято шести королівських сімей». У залі зборів цієї громади шанують шістьох полководців, які прибули з повіту Ман провінції Фуцзянь для захисту династії Мін, але загинули у битві. Під час свята готують традиційні страви (у тому числі локшину і вонтони) та проводять різні ритуали. Святкування «дня предків» (тхань мінь) супроводжується відвідуванням сільського цвинтаря, прибиранням могил та приготуванням особливих страв — «плаваючих пирогів» та п'яти різнокольорових видів клейкого рису, приготовлених на парі.
У день народження Будди прийнято прикрашати паґоди і храми, а також випускати на волю птахів і риб, що містилися у клітинах й акваріумах. Влітку широко відзначається Тет доан нґо або Свято човнів-драконів. Цього дня родини готують маленькі рисові пиріжки у вигляді піраміди, «китайські» пироги, клейкий рис на пару, смажену качку, локшину по-куанґнамськи, солодкі супи і фруктові страви. Крім того, проводяться різні ритуали, покликані відігнати злих духів і демонів, позбавити членів сім'ї від хвороб (наприклад, містяни смажать мурах і термітів, кладуть у ванну до немовляти ящірки, збирають лікарські листя і трави, ворожать на яйці).

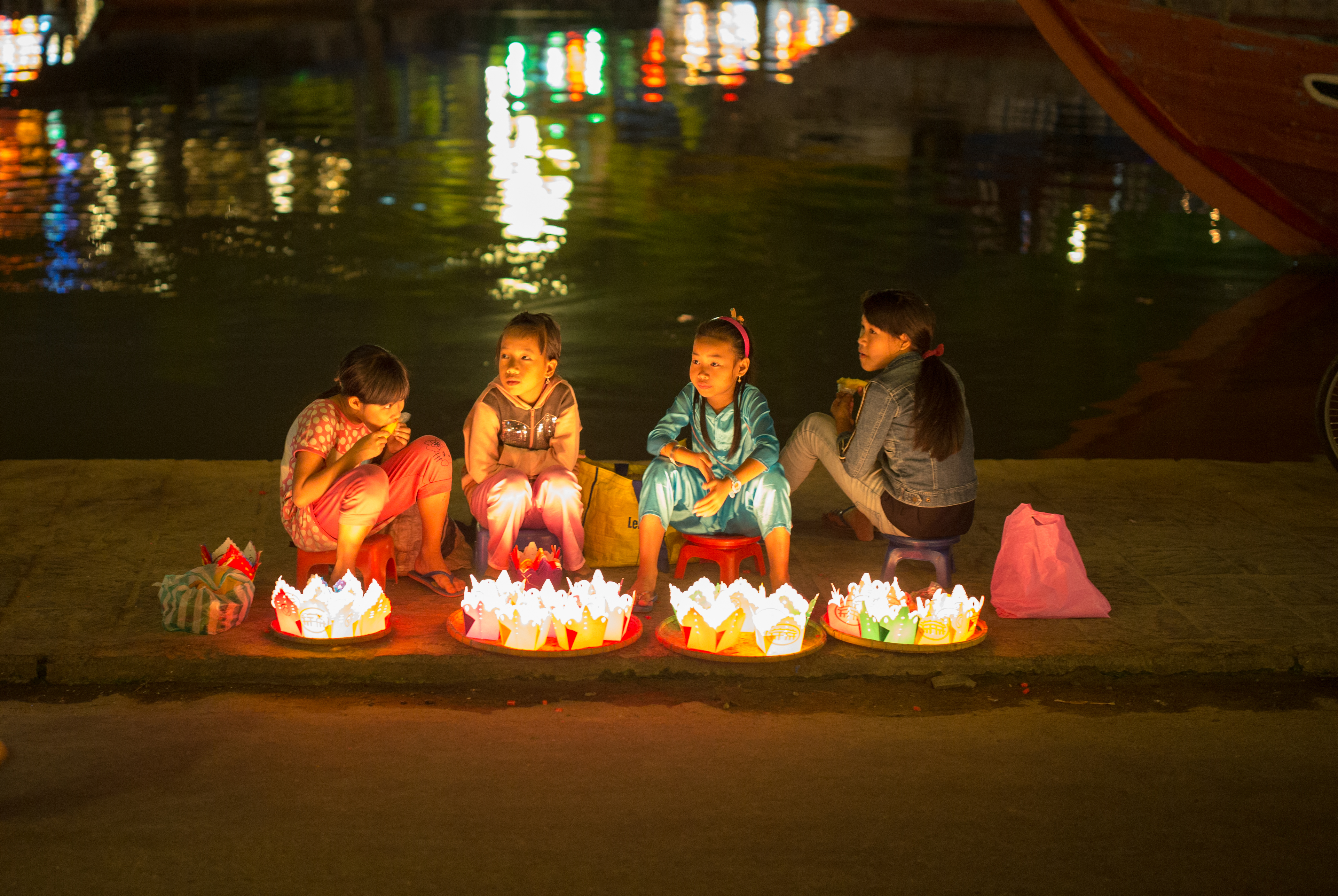
Продаж свічок на набережній Хояна

Свято Куан Конґа присвячено смерті однойменного героя епохи Троєцарства (він же Куан Ву і Ґуань Юй), який уособлював хоробрість, благородство та справедливість. Урочистості відбуваються у храмі Куанконґ і пагоді Онґ, побудованих на початку XVII століття китайською громадою Хояна. У свято Тет чунґ нґуєн (воно же «свято голодних духів» або «день блуденних душ») прийнято молитися Будді і просити відкинути усі несправедливі звинувачення на адресу померлих предків й інших духів. Сім'ї розміщують постать бодгісаттви Кшітіґарбги на високій платформі, а по кутах ставлять статуетки божеств Півночі, Півдня, Сходу та Заходу. Всю ніч проводяться різні обряди, а також готуються частування — рис, пироги і м'ясо.
Під час Тет чунґ тху («свято середини осені»), присвяченого дітям, городяни виготовляють або купують костюми драконів і єдинорогів, а також ліхтарики у вигляді зірки. На вулицях Хояна до пізньої ночі відбуваються вистави: танці дракона і єдинорога, квіткові танці, запуски ліхтарів, виступи барабанщиків. Батьки традиційно частують дітей «місячними пряниками».
У паґоді Тюк Тхань, що розташована в районі Танан, щорічно відзначається річниця смерті ченця Мінь Хая, який і заснував цей храм 1454 року. Початок новорічних свят знаменує собою церемонія на честь Тао куана («бога кухні»), який управляє справами сім'ї та звітує перед небесами. Щоб проводити бога в поїздку на небеса, сім'я готує йому солодкі страви, як-то солодкий клейкий рис, різні плоди і підсолоджену кашу (церемонія супроводжується поклонінням вогню).
Важливе значення має «свято кита», якому поклоняються всі рибалки провінції Куанґнам. Жителі Хояна вірять, що шанування божества в образі кита принесе гарний улов і процвітання рибальських сіл, а також допоможе рибалкам у негоду. Під час свята виступають колективи традиційного в'єтнамського театру хатбой, містяни прикрашають храми, будинки і човни. До вівтаря кита приносять щедрі дари, в які, одначе, не можна класти морепродукти. Потім у море вирушає процесія з рибальських човнів.
Свято Нґуєнт'єу широко відзначають китайці Хояна, наймасовіші урочистості відбуваються у залах зборів чаочжоуської та кантонської громад. У ході ритуалів шанують Шень-нуна і божеств-покровителів кланів, моляться за рясний урожай, здоров'я і багатство. Свято супроводжується читанням поезії, запуском ліхтарів і розіграшом лотереї, усіх гостей пригощають течойниок — пиріжками з клейкого рису з начинкою з бобової пасти, политими імбирним сиропом (в'єтнамський різновид тан'юаней).
Під час свята Лонґтю релігійні обряди проводяться для захисту від хвороб й епідемій, а також для вигнання злих духів із житла. Містяни закурюють ароматичні палички, під піснеспіви «ховають» захисні амулети і талісмани, вимовляють чарівні заклинання, покликані зупинити хвороби, «кидають» злих духів у річку. Після низки ритуалів починаються урочисті процесії, народні гуляння та спільні трапези. Символом свята є «королівський» драконів човен, який проносять через місто і спускають у море. У повіті Зуїсуєн, який з півдня межує з Хояном, відзначають свято богині річки Тхубон, успадковане в'єтами від стародавніх чамів. Свято супроводжується релігійними церемоніями, водною процесією, човнозмаг кількох команд веслярів, традиційними танцями та піснями.
Діти в Хояні грають у багато традиційних ігор: хлопчики кидають скляні кульки та монети об стіну (дак'єн, танґт'єн), дівчатка стрибають на скакалці і римують слова, всі разом вони грають у «йди за лідером» (ронґран) і хованки (чонтім). Розваги дорослих пов'язані переважно з азартом і співом: тйойґа (півнячі бої), тотом (карткова гра), байтйой («спів сторожової вежі»), тхайбойбатхео («ворожіння на лові свиней») та нембиой («кидання помело»), у питних закладах широко поширене караоке. Зазвичай у цих іграх бере участь багато людей при великій аудиторії, вони проводяться під час свят або у вихідні в середмісті Хояна.
В останні десятиліття через зміну способу життя хойанців багато рис культурної спадщини зникають. Жителі відходять від таких традиційних занять, як сільське господарство і риболовля, воліючи працювати у сфері послуг або промисловості. Внаслідок цього безліч ігор, свят, подій та ритуалів, особливо пов'язаних з аграрними і рибальськими традиціями, більше не практикується у повсякденному житті. Проте з початком туристичного буму влада і громадськість усвідомили привабливість народних традицій і стали влаштовувати, у тому числі і для туристів, різноманітні культурні фестивалі і заходи.

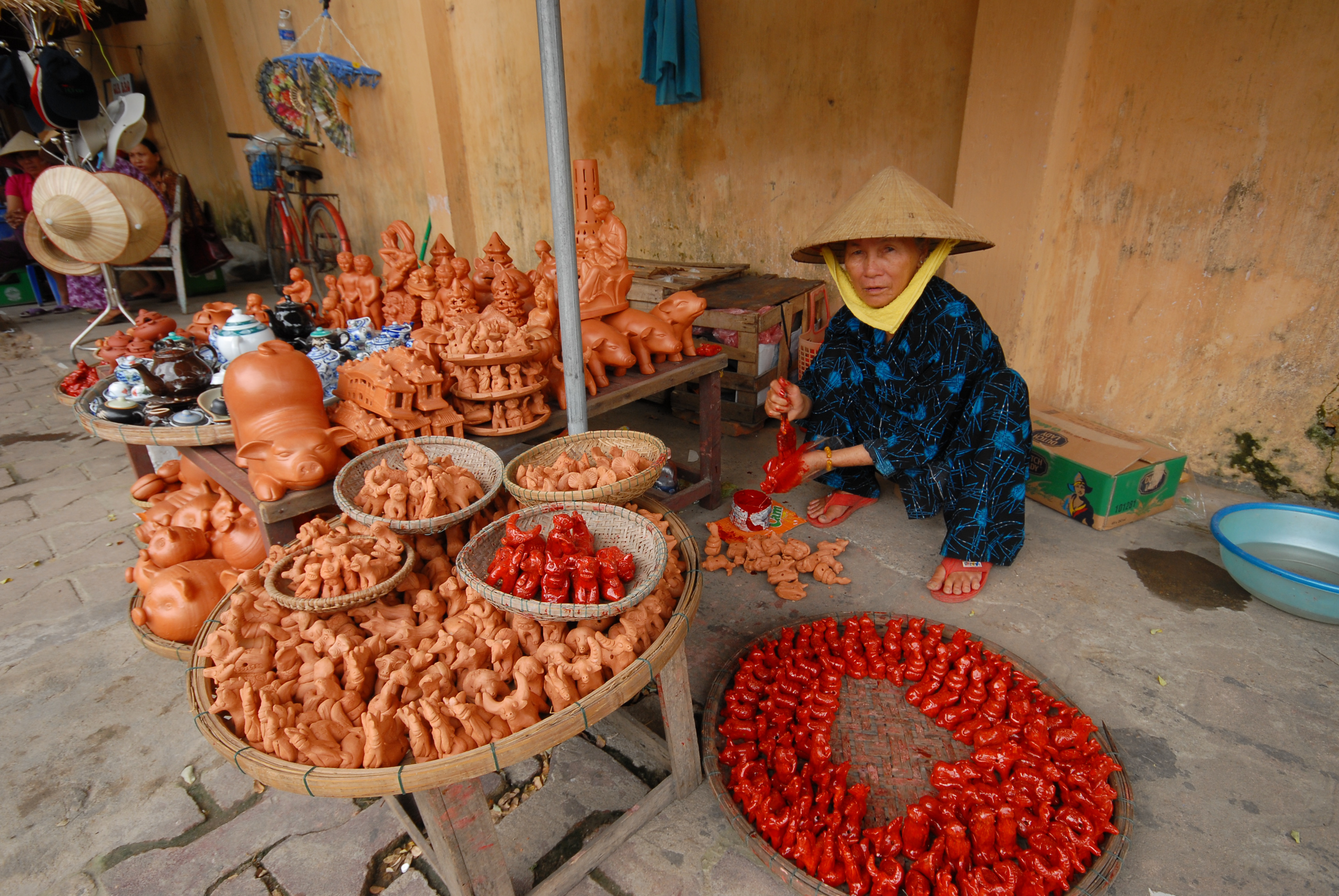
Продаж традиційних глиняних фігурок

Найпопулярнішим є щомісячний фестиваль «Легендарна ніч», котрий влада міста справляє з 1995 року. Цей захід супроводжується виконанням народних пісень і танців, а також грою на традиційних музичних інструментах. Старі квартали Хояна прикрашають барвистими паперовими ліхтариками і гірляндами, на річку спускають паперові плоти, прикрашені запаленими свічками, на вулицях готують традиційні ласощі і продають сувеніри, виготовлені ремісниками.
Поряд із підтримкою культурних заходів влада Хояна активно підтримує традиційні сільські ремесла і промисли, зокрема різьблення по дереву в селі Кімбонґ, гончарну справу в селі Тханьха, овочівництво в селі Чакуе (там досі застосовуються бамбукові водяні колеса, за допомогою яких селяни поливають свої городи) та рибальські промисли вздовж узбережжя. Ці села включено до туристичних маршрутів та їм надають податкові пільги.

### Виконавчі мистецтва
У Хояні широко представлено народні та інші види співу, танцювальні постанови, театралізовані і музичні вистави, є Хоянський театр традиційного виконавського мистецтва, Хоянський ляльковий театр на воді та інші театральні майданчики. Темами народних пісень найчастіше стають праця по дому, виробництво ремісничих виробів, почуття селян і рибалок, історії про боротьбу за свободу і В'єтнамську війну. Наприклад, серед пісень про повсякденні турботи є теми про приготування вапна, обробку рису, кориці і плодів ареки, виховання дітей. Зазвичай такі пісні співають жінки під час домашньої роботи.
Інші пісні виконують чоловіки і жінки, які працюють у полях (це допомагає їм забути про труднощі і служить джерелом мотивації). Вони змінюються між собою, співаючи в антифонному стилі. Стиль бачао («прощальних пісень») поширений у рибальських селах центрального В'єтнаму. Виконавці підлаштовують свої співи під гребки, що здійснюються великими веслами. Зазвичай у хорі три чи чотири солісти та від 10 до 14 звичайних «гребців». Спів супроводжується музикою, яка виконується на традиційних інструментах. Стиль бачао відіграє важливу роль у духовному житті рибалок Хояна, які адресують свої пісні «богу-киту», який відповідає за хорошу погоду і безпеку під час лову.
Під час свята середини осені повсюдно виконуються танець дракона і танець лева, що сягають своїм корінням у в'єтнамсько-китайські традиції. Декілька людей одягають довге вбрання і танцюють під ритмічні удари барабана. Інші танцюристи супроводжують процесію, тримаючи в руках прапори і ліхтарі. Танець виконується, щоб відігнати злих духів і просити у богів здоров'я, щастя, процвітання та добрий урожай. Раніше в Хояні серед місцевих китайців був дуже популярний стиль зухо, що з'явився на початку XX століття, проте з другої половини 1970-х років, що вийшов із вжитку. Під час свят гурти приблизно по 20 людей співали та грали на різних музичних інструментах, а ударники високо підкидали і синхронно ловили свої палички і тарілки. Крім того, гра супроводжувалася виступами акробатів і вогнедувів.

### Кухня

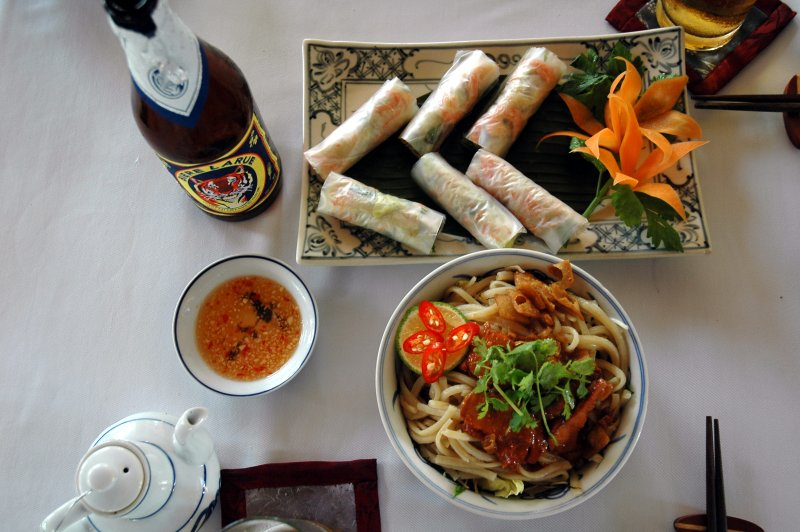
Роли з начинкою та каолау

Традиційна кухня Хояна має свої особливості, засновані на місцевих продуктах і спеціях. У ній переважають морепродукти, включаючи креветок, крабів і кальмарів, риба, різні овочі та рис. До найзатребуваніших страв відносяться каолау (локшина з морепродуктами і овочами), мікуанґ (локшина з креветками і крабами), фо-га (курячий суп із локшиною), фо-бо (суп із локшиною і яловичиною), тебап (кукурудзяний пудинг із цукром), баньчанґдап (млинці зі смаженого рису і рису на парі), баньсео (гострий смажений пиріг зі свининою і креветками), неми (роли з рисового паперу), тамхиу (креветки і свинина з цибулею), ниокмамзань (ферментований рибний соус) і ниоктям (соус із перцю чилі, часнику, імбиру, цукру і рибного соусу). Найулюбленішою стравою містян і туристів є каолау, який готують із спеціального сорту рисової локшини, обсмаженої з паростками сої. Потім до локшини додають морепродукти, свинину, овочі, перець чилі та подають у мисці з кисло-солодким соусом.
Багато традиційних страв готується за допомогою смаження, основними методами є т'єн, сао, им, тяй і рам. У місті представлені як вулична їжа та недорогі закусочні, так і європейський фастфуд і ресторани високої кухні у дорогих готелях. Хоянські страви китайського походження включають пиріжки з різними начинками (включаючи баоцзи і фуцзяньські пиріжки зі смаженою свининою), вонтони з морепродуктами і грибами, баньбао-баньвак (пироги «біла троянда»), солодкі супи, ком-зионґтяу (кантонський смажений рис) і «фуцзянський батат». Інші культури також залишили помітний слід у місцевій кухні: у ресторанах Хояна повсюдно подають індійське карі (cà ri), тайський суп із морепродуктами том-ям та європейські стейки яловичі (бо-біттет). Серед напоїв широко поширено кокосове молоко, бобове молоко з цукром, соєве молоко з цукром, листовий чай, рисове вино і сік бадилля з Чамських островів.

### Музеї
У Хойані знаходиться кілька музеїв, чотири з яких — Музей народної культури, Музей історії і культури, Музей торгової кераміки та Музей культури Сахюїнь — розміщуються у відреставрованих історичних будівлях. У Музеї народної культури представлено традиційні ремесла й артефакти із сільського життя. Музей, що відкрився 2005 року, займає найбільший дерев'яний двоповерховий будинок у старій частині Хояна. Музей історії і культури демонструє артефакти доісторичного періоду, культур Донґшон та Сахюїнь, чамської доби, періодів Дайв'єт і Дайнам. Він розміщується в колишній паґоді Цюаньінь XVII століття, суміжній із храмом Ґуань Юю.
У Музеї торгової кераміки розповідається про стародавні торгові керунки, а також представлено кераміку XIII—XVII століть із Японії, Китаю, Близького Сходу, Південно-Східної Азії і різних частин В'єтнаму. Музей, заснований 1995 року, розташовується у традиційному двоповерховому дерев'яному будинку з великим внутрішнім двором, збудованим у середині XIX століття у в'єтнамсько-японському стилі. У Музеї культури Сахюїнь виставлено найбагатшу у В'єтнамі збірку артефактів, що належать до цієї археологічної культури. Експонати розповідають про давнє населення країни та його контакти з культурами сусідніх земель. Музей, заснований 1994 року, базується на двоповерховому цегляному маєтку, побудованому у французькому колоніальному стилі. Також у Хояні розташовані Теракотовий парк, в якому виставлено різні керамічні вироби і зменшені копії пам'яток архітектури, мистецький музей дорогоцінного каміння та музей-галерея дорогоцінної спадщини, де виставлено світлини й самобутні вбрання національних меншин В'єтнаму, зібрані французьким фотографом.

### Автентичність
Перетворенню історичних будівель у старому Хояні в готелі, крамниці і ресторани активно сприяла муніципальна влада. Ці трансформації збільшили дохід із боку туристів, але у деяких випадках вони порушили самобутність спадщини. Слідом за відтоком корінного населення у старому місті скоротилося число традиційних крамниць, націлених на місцевих мешканців, а не на туристів. Багато мешканців здають свою нерухомість у старому місті під комерційні одиниці, а самі переїжджають на околиці. Інші залишаються в будівлі, але більшість приміщень використовують під «живий музей», доступний для туристів. Таким чином, екстер'єр і структура будівель зберігаються, а їхні призначення і місце існування докорінно змінюються. Влада і комерсанти оцінюють ці зміни як позитивні, але багато туристів критикують старий Хоян за втрату сутності, нестачу справдешнього життя, перетворення багатьох основ культури та побуту на театралізовану виставу.
Жителі Хояна компенсують недостатню автентичність повсякденного життя старого міста новими культурними продуктами, як-от ліхтарики з шовку та паперу чи живопис, утім це не традиційні вироби Хояна, вони з'явилися і прижилися у місті на хвилі туристичного буму завдяки творчому потенціалу містян. Багато традиційних свят, обрядів і ритуалів стали розвагою для туристів і втратили своє духовне значення. Навіть рибалка на річці Тхубон із промислу перетворилася на спосіб заробити грошей із туристів за фотографії. Туристи мають попит на культурні заходи, але бажають бачити події, значущі для місцевих жителів, а не просто розважальні шоу.

## Міста-побратими
Нині містами-побратимами Хояну є три міста: Кіама ( Австралія), Верніґероде ( Німеччина) і Сентендре ( Угорщина).

## Галерея

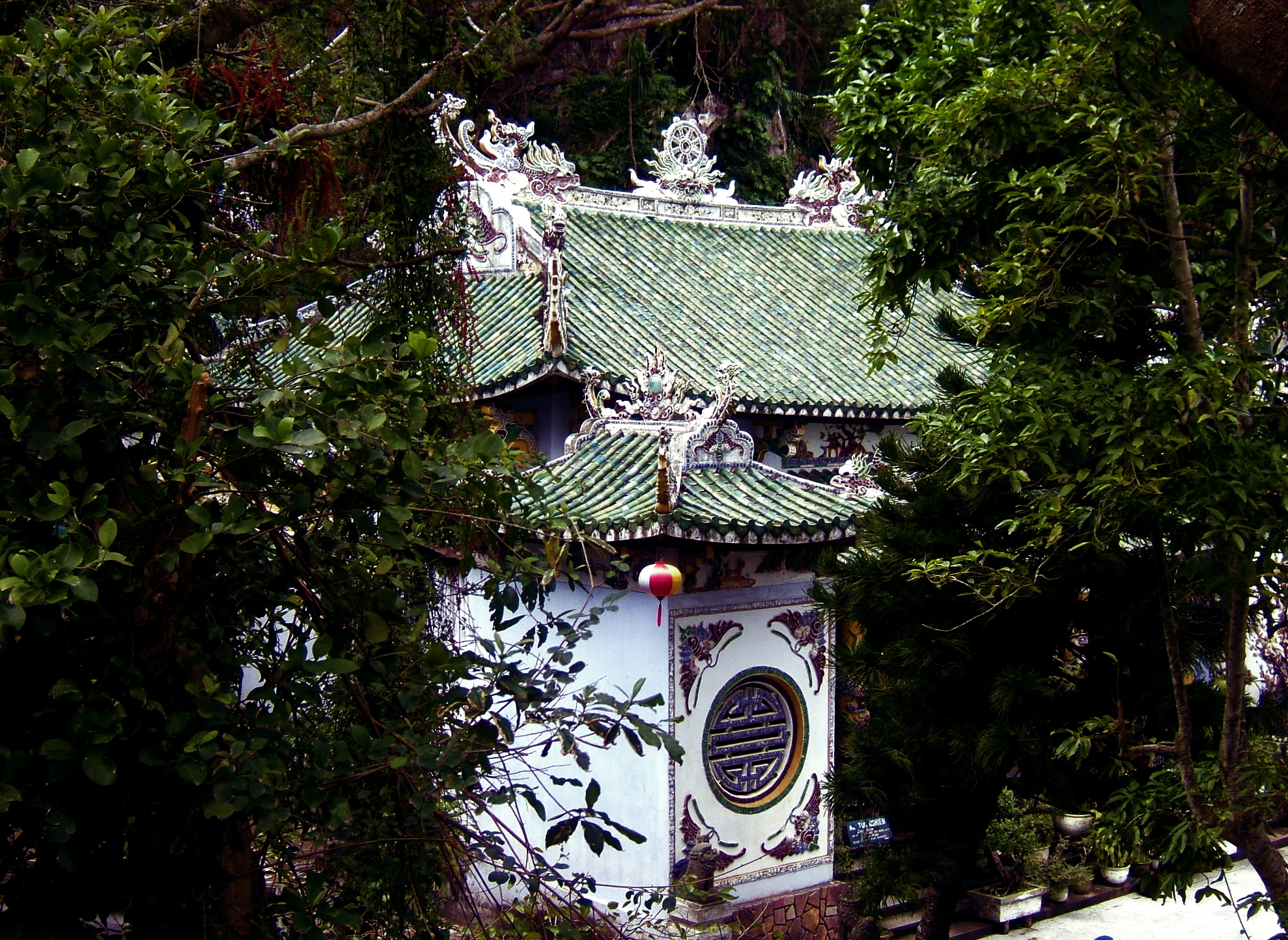
Старий храм, Мармурові гори
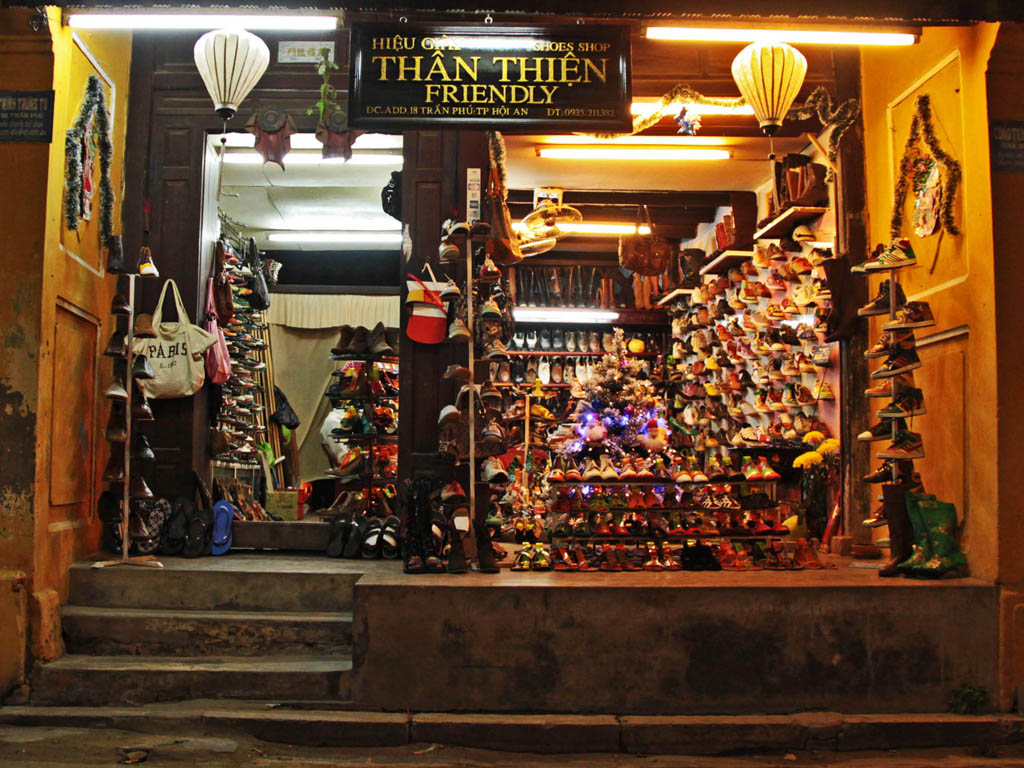
Типовий магазин у Хояні
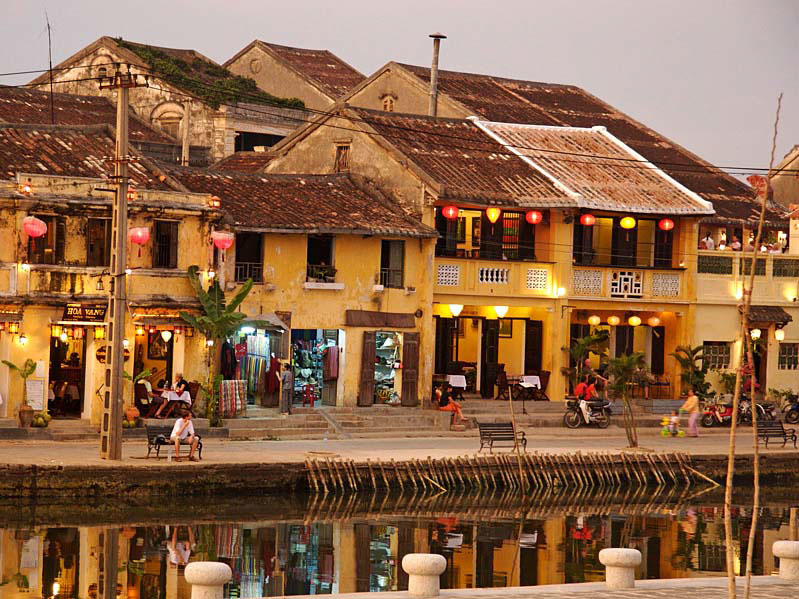
Набережна
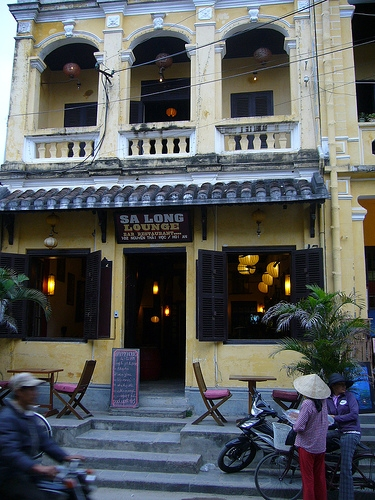
Забудова у колоніальному стилі у Хояні

### Російською мовою
- Мхитарян С. А. История Вьетнама. — Москва : Наука. Главная редакция восточной литературы, 1983.
- Мхитарян С. А. Новая история Вьетнама. — Москва : Наука, 1980.
- Нгуен Фи Хоань. Искусство Вьетнама. — Москва : Прогресс, 1982.
- Анна-Валери Швейер. Древний Вьетнам. — Москва : Вече, 2014. — ISBN 978-5-9533-3838-7.
- Краткая история Вьета. — Москва : Наука. Главная редакция восточной литературы, 1980.

### Англійською мовою
- Chen Ching-Ho. Historical Notes on Hội-an (Faifo). — Center for Vietnamese Studies, Southern Illinois University, 1974.
- Glover I. Southeast Asia: From Prehistory to History. — Psychology Press, 2004. — ISBN 9780415297776.
- Hamashita T. China, East Asia and the Global Economy: Regional and Historical Perspectives. — Routledge, 2013. — ISBN 9781134040292.
- Hardy A. D., Cucarzi M., Zolese P. Champa and the Archaeology of Mỹ Sơn (Vietnam). — Singapore : NUS Press, 2009. — ISBN 978-9971-69-451-7.
- Charles Keith. Catholic Vietnam: A Church from Empire to Nation. — University of California Press, 2012. — ISBN 9780520953826.
- Donald F. Lach, Edwin J. Van Kley. Asia in the Making of Europe, Volume III: A Century of Advance. Book 3: Southeast Asia. — University of Chicago Press, 1998. — ISBN 9780226467689.
- Ooi K. G. Southeast Asia: A Historical Encyclopedia, from Angkor Wat to East Timor. — ABC-CLIO, 2004. — Т. 1. — ISBN 9781576077702.
- Patricia M. Pelley. Postcolonial Vietnam: New Histories of the National Past. — Duke University Press, 2002. — ISBN 9780822384205.
- Eric Tagliacozzo. Asia Inside Out. — Harvard University Press, 2015. — ISBN 9780674286344.
- Tarling N. The Cambridge History of Southeast Asia. — Cambridge University Press, 1999. — ISBN 9780521663694.
- Spencer C. Tucker. Vietnam. — University Press of Kentucky, 1999. — ISBN 9780813109664.
- Vu Hong Lien, Peter Sharrock. Descending Dragon, Rising Tiger: A History of Vietnam. — Reaktion Books, 2014. — ISBN 9781780233888.
- IMPACT: The Effects of Tourism on Culture and the Environment in Asia and the Pacific: Cultural Tourism and Heritage Management in the World Heritage Site of the Ancient Town of Hoi An, Viet Nam. — UNESCO Bangkok. Regional Unit for Culture in Asia and the Pacific, 2008. — ISBN 978-92-9223-223-8.